# 関内デビル
『関内デビル』（かんないデビル）は、テレビ神奈川（tvk）制作の音楽情報バラエティ番組。制作局のtvkでは2017年4月3日に放送が開始された。

## 概要
1997年4月14日から2017年3月31日までの20年間に放送されていた朝の音楽情報バラエティ番組『saku saku morning call』→『saku saku』に代わって新しい夜の音楽情報バラエティ番組としてスタートした。舞台は横浜・関内にある喫茶店。菊谷宏樹（本番組の前身番組『saku saku』の元ディレクター）扮する大場英治とアルバイト店員（番組開始当初は小林龍二）が働く店に常連（番組開始当初は加村真美）が来店し、トークが繰り広げられる。店にはデビルをモチーフにした小物が並ぶ。
番組名は「横浜」とつくものは世にたくさんあるが、tvkのある「関内」の語は横浜以外での地域では知名度がいまひとつであること。「デビル」は暴走族からのイメージで、おじさんでもかっこよくありたいという語感が由来となっている。
『saku saku』同様、音楽バラエティ番組にカテゴライズされているが、本番組で音楽に関する事柄が話題に上ることはほとんどなく、”生きざま”を見せる番組としている。トーク番組であるもののゲスト以外の出演者はあくまで「役」として出演しており、基本的には役名および後述のデビルネームで呼称されるのが特徴。
2017年10月30日週より、アルバイト勤務設定の出演者が小林龍二を含むDISH//メンバーによるシフト制となった。
2019年12月16日週にDISH//メンバーがウィークリーゲストとしても出演。翌年3月での降板が発表された。DISH//レギュラー最終日の2020年3月27日は初の生放送となった。
2020年3月30日週より「セカンドシーズン」と称して私立恵比寿中学が新レギュラーとなり、初週は柏木ひなたが勤務する。
2020年4月20日週より新型コロナウイルス感染拡大防止対策として本放送を休止（3月30日週・4月6日週放送分を再放送）。5月4日放送週より本放送を再開。「喫茶店が営業できない」としてスタジオ外で大場のみが出演という形式となった（その他出演者、ゲストは電話出演）。同年6月15日週よりスタジオ収録を再開。ソーシャルディスタンスを取るためカウンター席を対面で利用せず、L字型のテーブル配置としている（向かって左のテーブル席は通常進行時は加村が、ゲスト出演時はゲストが使用する）。
2020年10月14日より、毎週水曜日20:00より各週の収録模様の一部をtvk公式YouTubeチャンネルにて生配信する『「関内デビル」水曜20時の素材』を開始。
2020年12月31日にはtvkの年跨ぎ特番を任され、31日 23:30から翌2021年1月1日 1:00まで『ゆくデビルくるデビル「関内デビル」年越し生放送&生配信SP』のタイトルで放送。tvk初となる生放送番組をほぼ全編にわたりYouTubeライブで同時配信した。
2021年4月2日から、毎週金曜日放送分が在京民放キー局5社共同運営の動画配信サービス「TVer」での無料配信を開始した。なお、tvkで制作された番組は日本テレビが運営している無料動画配信サービス「日テレ無料TADA!」に供給しており、TVerでは更にその供給を受ける形で配信されている。既に2020年10月に配信を開始した『水溜りボンドの○○いくってよ』に次いで2例目のケースとなった。
2021年4月16日放送回で放送1000回を達成した。同年5月に私立恵比寿中学に新加入したメンバーは6月21日週にゲスト出演。
2021年10月から「TVer」での無料配信が火曜放送から金曜放送分まで拡大。金曜放送分終了後に火曜放送から金曜放送分の4日分の内容をまとめて1本の動画として配信されるようになった。tvkの年跨ぎ特番を2年連続任され、12月31日23:30から翌2022年1月1日1:00まで『開局50周年イヤーに、ゆくデビル、くるデビル「年越し生放送&生配信SP」』と題され放送、生配信された。
2022年末もtvkの年跨ぎ特番を3年連続任され、12月31日23:30から翌2023年1月1日1:00まで『ゆくデビルくるデビル関内デビル年越し生放送＆生配信スペシャル』と題され放送、生配信された。
2023年3月24日をもって番組開始から6年にわたって出演した加村真美が卒業した。2023年4月から新レギュラーとして中島来弥が出演することが、2023年3月21日に神奈川県民ホール 大ホールにて開催された「大関内デビル」で発表された。また、3月21日週よりセットがコロナ禍以前の対面式の喫茶店セットに戻された。3月最終週はドラマ放送などのために放送が休止された。
2023年4月3日から放送時間が月 - 金曜 23:00 - 23:30に変更された。
2023年末もtvkの年跨ぎ特番を4年連続任され、12月31日23:30から翌2024年1月1日1:00まで『ゆくデビルくるデビル「関内デビル」年越し生放送＆生配信スペシャル』と題され放送、生配信された。
2024年4月1日からの放送時間について月 - 木曜 23:00 - 23:30は変わらずだが、金曜 23:00 - 24:00と金曜放送分が1時間に拡大された。またこれまで金曜日の『関内デビル』放送直後に放送されていた『関内エビル』が終了し、『関内デビル』の金曜日の一コーナーとして放送されることとなった。
2024年4月より「TVer」での無料配信が月曜放送分も含まれるようになり、月曜放送から金曜放送分まで放送全曜日分が配信されることになった。金曜放送終了後に月曜放送から金曜放送分の5日分の内容をまとめて1本の動画として配信されるようになった。
2025年5月9日の放送にて、2025年度をもって『関内デビル』の放送が終了となることが発表された。

## 登場人物
大場英治
演 - 菊谷宏樹
関内デビルのマスター。血液型はA型。角の生えた赤いキャップに蝶ネクタイ姿。キャップには「デ」と書いてあり、伸ばしたアゴヒゲが特徴。キャップの角は着脱が容易なため、「赤いサメ」に見立てるなどすぐに遊びだす。セカンドシーズンからは衣装を変更し、角の生えた赤いハットに「デ」のロゴマークを散りばめた着物、黒と灰色の市松模様の羽織姿となっている。
気づくと『ガンダム』、『三国志』、『スターウォーズ』、「戦国時代（特に武田信玄）」トークになる。他にも『SLAM DUNK』や「ジブリ映画（特に『天空の城ラピュタ』や『風の谷のナウシカ』）」などをネタに展開することが多い。ただし、ここに挙げられている作品のほとんどが1980年代のもので（長くても1990年代半ばで完結）、エビ中メンバーが生まれる前、加村や前シーズンのバイトのDISH//メンバー（→泉や橘）も物心がつく前のため、噛み合わないことが多々である。それでも以前よりは、最近の作品・流行に興味・関心を示すなどその範囲は広がったが、基本的に趣味嗜好が偏りがちで、ワンパターンな思考の持ち主である。
また「鉄道」も大好きでBAND-MAIDの彩姫とは新幹線やプラレールの話で盛り上がった。
夢は歌声喫茶の経営。土日は喫茶店の定休日としている。キャッチフレーズは「1000年に2人目のおじさん」。
前身番組と同じく、台本なし打ち合わせ2分を貫いているため、番組の初収録では共演者が驚いた。
番組内でイラストを公開することが多いが、人物画に関しては今一つ似ていないことが多く、加村をはじめ周囲から突っ込みを受けることが多々ある（特に目元が似ていない傾向が顕著である。かつては女性の目元がほとんどワンパターンだったので、余計に似ていないと評されていた）。一方で人物以外の生物（昆虫や魚・鳥類・哺乳類など）は特徴をとらえた精緻な画を見せている。
会話の中でよく出てくる単語（→口癖）として「おいおいで」、「独特の…」（→”ど” と ”と” にアクセントをつけて）、「…醍醐味」などがある。
2019年8月12日週、2020年8月20日週は「夏休み」と題して未出演。
2020年5月4日週に疫病退散のためアマビエを自作。のちにアマビコの模型も製作し店内に置いてある。
中島来弥
演 - 中島来弥（LokuRok）
2023年4月3日より来店する常連客。キャッチコピーは親愛なるポンコツ紳士。何かと神奈川と縁の多い東京都町田市出身。デビルネームは、「KMSB（きいろみどりさわやかバカ）」を経て、「さわポン（さわやかポンコツ）」。血液型はA型。
基本的にキャッチコピー通りの人物である。若干軽薄そうな見た目であるが、爽やかで言葉使いが丁寧な礼儀正しい性格の持ち主。かなりの笑い上戸で、どこか笑い方がヘラヘラしているのが特徴。公明正大なところもあり、例えばYoutubeでの生配信中に”生物創造（想像）”のようなクイズコーナーが行われてる際も、コメントで参加している視聴者からの正解のコメントを見ないようパソコンの画面を伏せるなど、前任者の加村とは異なり不正をしない（番組的にも配慮する）ところを見せている。その一方で、会話の最中に支離滅裂な言動になることも散見され、キャッチコピー通り”ポンコツ”なところも発揮している。
趣味としてアニメ鑑賞などかなりの2次元好きで、番組内では、エヴァンゲリオンや進撃の巨人等の知識に精通しているところを見せている。ゲーム好きでもあり、偶に自身の配信動画で披露することもあるとのこと。その意味では大場や真山とは一番趣味が合う人物である。
2024年6月3日週はお休みのため、代打常連客として中島と同じLokuRokのメンバーであり、テレビ神奈川の昼の看板ワイド番組『猫のひたいほどワイド』の猫の手も借り隊火曜グリーンの川崎槙吾が出演した。

### 第2シーズン・第3シーズン
中山莉子
演 - 中山莉子（私立恵比寿中学）
関内デビルのアルバイト店員。デビルネームは「マリコ」。2020年4月6日放送週よりレギュラーとしてアルバイトシフトに入った。バイト希望理由はカフェをやってみたかったから。血液型はO型。
レギュラー以前に2019年12月2日週に星名とともにウィークリーゲストとして出演していて、デビルネームはその際にシフトに入っていた橘柊生が名付けたものとなっている。
初登場の週に実施された学力テストのコーナーにおいて”0点”を叩きだしたため、そのインパクトに、大場よりいきなり初打席ホームランを打ったと評された。
根は真面目な性格らしいが、最初は気合を入れて取り組むがその後が続かないという、典型的な三日坊主の見本のような人物。実際には、打ち合わせ時にノートを持ち込むなどの姿勢を見せるが、結局何も書かれていなかったことから、周囲より盛大にネタにされ続けている（なお、年末特番のロケの際に初めてノートに書かれることとなった）。
視聴者投稿を紹介するコーナーで、竹の柄のノートPCの蓋をマスターが開くときに皆で「バンブー!」と唱和するのが当初の定番だったが、そのキーワードを忘れてしまったマリコがとっさに「ブローン!」と言ったため、マリコのシフト当番週ではしばしば「ブローン!」が使われていた。
語彙に乏しくその辺りを大場によく弄られるため、（リベンジのつもりで）語彙力アップのための書籍を購入し、逆に出演者に出題するという持ち込みネタを披露した。しかし早期で本を奪われたため回答者の立場に回ってしまい、結果珍回答の連発で更に弄られるという返り討ちにあってしまう。これが後述にある”3人でPON”をはじめとするクイズコーナーの大元につながっている。
きゅうりの浅漬けが大好物のため、きゅうりが宗教上食べられない（＝要するに嫌いという意味）という大場にとって、ある意味趣味嗜好が一番合わない。
このように、出演時のエピソードにおいては枚挙にいとまがなく、後述の小林に並び番組に爪痕を残す人物となっている。
2024年3月25日放送回において、中山の髪が金髪になったのを受けて1週間限定でデビルネームが「マリコ・ザ・ゴールド」に変更された。
真山りか
演 - 真山りか（私立恵比寿中学）
関内デビルのアルバイト店員。デビルネームは「マヤマヤマ」。2020年4月13日放送週よりレギュラーとしてアルバイトシフトに入った。バイト希望理由はゲスト出演時のアットホームな空間が心地良かったから。血液型はA型。
アニメ・漫画を見るのが好きであり、高校時代は、池袋に週4 - 5日の頻度でアニメイトに来店したことを明かしている。そのこともあって、好きなアニメを語る時は相当饒舌になり、周囲を引かせている。
中山や事務所の後輩から、第一印象がきつい感じや怖いイメージを持たれることが多く、大場より”アイドル界を牛耳る女”と弄られている。このことがきっかけで、以降”女帝マヤマヤマ”と称されるようになる。
飽きっぽい加村とは異なり、インスタグラムを頻繁に更新していることから”インスタの女帝”という異名も付けられた。
画力はかなり高く、取り分け（写真などを見ながら）写生することが抜群のため、生物創造（想像）のコーナーにおいては、自身が出題（解答のイラスト）を担当している。
公称では1996年生まれとのことだが、平成6年生まれ（→西暦でいうと1994年）であることを即答したことから、実は年齢を詐称していることが疑われている。
レギュラー以前に2019年7月2日には安本とともに1デイゲストとして出演している。
2022年8月22日放送回において、先週に引き続き2週連続バイトシフトとなったので1週間限定でデビルネームが「マヤマヤマヤマヤマ」に変更された。
風見和香
演 - 風見和香（私立恵比寿中学）
関内デビルのアルバイト店員。デビルネームは「スビエ」。2021年9月20日週よりレギュラーとして出演。血液型はA型。
2021年6月21日週に桜木心菜と小久保柚乃とともにウィークリーゲストとして出演し、アルバイトの面接を受けた。
メンバーの中では仲村と並び真面目な性格。収録中では、共演者の大場や加村に子供っぽいところがあるせいか、割に落ち着いた感じに見られがちで、しっかり者のところを見せている。その一方で妹気質が強いところもあり、2022年末の特番で行われた50m走の開催前に、俊足で知られている星名にLINEで煽りのメッセージを送る等、所謂”構ってちゃん”でもある。
外観も同様に、童顔であるがどこかしら大人びた雰囲気を感じると評されていた。その一方で、味覚の方は年相応なのか、好きな寿司ネタを聞かれた時に、サーモンでワサビ抜きでしか食べられないと答えたことから、大場より色々茶化されている（ただし、年齢を重ねることで急に味覚が変わることを、自らの経験を踏まえ一応のフォローはしている）。
まとめると、見た目中身共に大人びたところと子供じみたところが共存している人物。
趣味の一つに、少女漫画を読むことを挙げているが、大場は勿論、加村においてもタイトルを聞いてピンと来ていない辺り、世代の差を感じさせる。またイラストを書くのが好きだが、漫画やアニメのような感じでは描けないらしく、いつかこういう風に描きたいと（視聴者の投稿を見て）コメントした。
勉強の方は、本人曰く”中の上”とのこと。運動神経は良い方で、先述の50m走では星名に差し勝ち1位になっている。
シフトに初めて入った時の収録は無難にこなしていた模様。しかし先行配信のブロックにおいてチャージを督促する際に、加村が何卒を"なにそつ"と読んでしまい、番組スタッフを始めその時見ていた視聴者から盛大にネタにされ、話題を全て持っていかれる結果となった。
桜木心菜
演 - 桜木心菜（私立恵比寿中学）
関内デビルのアルバイト店員。デビルネームは「花道」。血液型はAB型。2021年10月4日週よりレギュラーとして出演。
2021年6月21日週に小久保柚乃と風見和香とともにウィークリーゲストとして出演し、アルバイトの面接を受けた。
明朗快活で、ノリは良いがその時の気分で行動しがちな性格。何かリアクションをするたびにその薄っぺらさが見え隠れするため、大場や加村からよく突っ込みを受けている。
趣味・特技にダンスを上げており、初シフトの際に番組内でやってみたいことで、ダンスバトルやラップバトルをしたいと答えていた。なお、踊れない大場や加村からは（その際は）審査員希望ということで、却下された。
父親に小さい頃からよく市場に連れて行ってもらったとのことから、海鮮の類は好物らしく、特に生牡蠣が好きとのこと。
利き手は左利き。画力の方は今一つの模様（これを裏付けるように、自身の紹介の動画では、嫌いな科目の一つに美術を挙げている）。
見た目が派手で強欲そうな印象を受けるが、本人曰く実際相手にすぐ譲りがちな気質であるとのこと。（ただしあくまでも本人談なので実際のところは不明）
比較的雑学的な知識は豊富なようで、国旗当てや各国の首都を当てるのが得意とのこと。隔週金曜2ブロックに行われる南端まいなのコーナーにおいて、その真価を発揮した形になり、その意外な一面に関係者を驚かせた（首都当ての話については、先行配信の動画内で触れている）。
率直に物を言うところがあり、加村の”元ヤン”弄りを肯定したり、大場の収録以外での低いテンションからの切り替え方をストレートに尋ねたりと、物怖じしない一面も垣間見える（先行配信された動画の内容より）。
本人自身は”平均を歩いている女”と自虐的に語っている。事実良くも悪くも物事を普通にはこなすが、それ以上の特筆するものが見られない器用貧乏な人物。一方で印象に残る言動やリアクションは豊富で、番組1ブロックで不定期で行われる名言のコーナーで多く採用されるなど、その存在感は大きい。
小久保柚乃
演 - 小久保柚乃（私立恵比寿中学）
関内デビルのアルバイト店員。デビルネームは「コクーン」。血液型はAB型。2021年10月18日週よりレギュラーとして出演。
2021年6月21日週に桜木心菜と風見和香とともにウィークリーゲストとして出演し、アルバイトの面接を受けた。
茫洋として掴みどころのない性格。自由でマイペースなタイプの多いメンバーの中でもその最たる存在で、独特の間合いと場当たり的に喋る所謂”脊髄反射”型の人物である。初登場の週は、当初は大人しかったが、収録が進むにつれ自由気儘な本来の性分を発揮し、周囲をかき回している。
大場曰く、当人の印象を“暴走少女コクーン”や”スペイシー（=宇宙的）”等と語り、とにかく尋常ではない人物とのこと。加村に至っては、小学生の親戚と話をしているような感覚で、話が一生かみ合わないとコメントした（先行配信された動画の内容より）。メンバーの間でも同様に”宇宙人”や”赤ん坊”みたいと捉えられており、小林曰くエビ中一の”曲者”と評していた。
後日の放送では、初シフトの収録はいつもに比べて時間内に収めることが困難だったのか、かなり大幅にカットされていたことが大場の口より語られた（恐らくは、小久保を交えたトークの部分が相当冗長になり、編集点が見つけ難かったことが原因と推測される）。そういう意味では、ある種一番番組に”爪痕”ならぬ”傷痕”を残した人物といえる。
2022年末の特番における”エビ５０”では、関係者並びに視聴者の予想通り最下位に終わった。終了後、本人は小学校の頃は結構速かったと弁明していたが、完全に”負け犬の遠吠え”という結果となった。
安本彩花
演 - 安本彩花（私立恵比寿中学）
関内デビルのアルバイト店員。デビルネームは「師匠」。血液型はO型。2021年11月1日週よりレギュラーとして出演。
本人の活動休止の影響もあり長らく出演できずにいたが、2021年10月11日週にウィークリーゲストとして出演し、アルバイトの面接を受けた。
2021年9月まではレギュラー放送には未出演で、ポスター等の宣材写真撮影及び一部番組企画のみの参加にとどまっていた。なお、2020年3月27日の生放送の最後に流れた"新アルバイトのエビ中メンバーが加村に挨拶する"という趣旨のVTRには参加している。
メンバーの中でも輪をかけてのんびりしていて、人当たりが柔らかい人物。生真面目な忍耐強い努力家で、引っ込み思案な方だがサービス精神は旺盛。自ら率先してボケなどをこなすこともあるが、頓珍漢な言動も人一倍多いためか、大場よりぞんざいな扱いを受けることが多い。
特技の一つにDTMがあり、自ら作曲することもある唯一の人物。番組内でも”To the sky”のコーナーで作曲した歌を披露した。
画力については内外より壊滅的と言われているが、意外にもその独特の画風に、大場が（ある意味ではあるが）評価していたことがあった。
物事に対し一度夢中になるととことん拘りだすタイプ。例えばサウナについて番組内で熱く語り披露したことがあるが、拘りの細かさと通うペースが尋常でないため、心配性の星名を始め、風見までも懸念されるほどである。
柏木や小久保と並び鈍足で有名なため、2022年末の特番における”エビ５０”という50m走の企画では、当然の如く最下位（或いは9位）で予想されていた。尚、結果は大方の予想通り9位に終わっている。
レギュラー以前に2019年7月2日には真山とともに1デイゲストとして出演している。
桜井えま
演 - 桜井えま（私立恵比寿中学）
関内デビルのアルバイト店員。デビルネームは「岩盤谷（がんばんだに）」。略称で「GBD」とも呼ばれる。血液型はB型。利き手は左利き。2023年2月20日週よりレギュラーとして出演。
2022年11月21日週に仲村悠菜とともにウィークリーゲストとして出演し、アルバイトの面接を受けた。
楽天的で陽気な性格で、一言でいえば典型的な”陽キャ”な人物である。
何故かコーナー等で回答するとき、妙に強気な態度で臨むことが目立つため、大場より”根拠のない自信”ばかりと一蹴されている。
明るい人物であるが、意外にも人見知りな一面があることを、収録時の先行配信で語っている。
勉強の方は苦手かつ嫌いな方であるらしく、初登場の時（→バイトの面接時）、「私は勉強が嫌いなんじゃない。勉強の方が私を嫌っている。」という名（迷？）言を発している。
BFFでは宇多田ヒカルの”Flavor Of Life”をカバーで披露しており、その歌唱力に思わず大場がデビルネームを”ウタダ”にしようと発言した。（勿論他者の固有名詞であるため、実際にできないことは承知済の発言である。）
番組中でたまにシュプレヒコール「岩谷ファイアー！」がなされるが、もともとは2023年5月3日放送のゲストコーナー内で、「私立恵比寿中学を改名するとしたら」というトークテーマで桜井が思いついた名前であった。由来は、ぱっと「岩盤谷」を思いついたが、ちょっと長いので「岩谷」、そしてカタカナを入れたらかわいいかなと思って。
仲村悠菜
演 - 仲村悠菜（私立恵比寿中学）
関内デビルのアルバイト店員。デビルネームは「バリカタ」。芸人「とにかく明るい安村」の名前をもじって「とにかくかわいい仲村」とも呼ばれる。血液型はA型。2022年11月21日週のウィークリーゲストとして桜井えまとともに初出演。2023年4月17日週よりレギュラーとして出演。
「バリカタです」と言う挨拶のギャグがあり、「バリカタ」と言いながら架空の湯切りザルを上下に２回振り、「です」と言いながらザルを傾けて麺をお椀に入れる仕草をする、というもの。

#### その他の登場人物
秋本帆華
演 - 秋本帆華（TEAM SHACHI）
関内デビルのアルバイト店員。デビルネームは「ミヤマ」。血液型はA型。2021年8月9日から13日までの1週間をエビ中メンバーの代打として担当。
おっとりとした性格と、舌足らずで緩やかなテンポの特徴的な喋り方とは裏腹に、番組内でのトークや進行はそつなくこなし、大場より「トーク等しっかりしている」と評された。
星名とは同じ大学で同い年であり、誕生日も13日違いと極めて近いが、両者の番組内での所作の差に、加村より「同い年なのが信じらんない!!」と評された（→2021年7月28日に先行配信された内容より）。
2022年2月7日週に同じくTEAM SHACHIの大黒柚姫と共にウィークリーゲストとして出演した。
清井咲希
演 - 清井咲希
関内デビルのアルバイト店員。デビルネームは「きょい」。血液型はB型。2021年8月16日から20日までの1週間をエビ中メンバーの代打として担当。
明るくいつもニコニコと笑顔を絶やさない、ポジティブシンキングを地で行く人物。担当週のゲストだったcolor-codeのメンバーによれば、オーラによる性格判断では”あざと可愛いが似合う人”と診断されていた。なお、事実周囲からよくあざとい人物と見られがちとのこと。
収録日は自身の誕生日の前日ということもあって、番組よりケーキ代わりのデザートが振舞われた。
なお、ゲストとして（この時はたこやきレインボーで）1度出演している。
葉月結菜
演 - 葉月結菜（いぎなり東北産）
関内デビルのアルバイト店員。デビルネームは「ぽこ」。血液型はB型。2023年2月27日から3月3日までの1週間をエビ中メンバーの代打として担当。
見た目も中身も同様、クールで淡々と進行をこなすため、初めての収録ながら違和感なく馴染んでいると評された。平静で感情的とは無縁の人物だが、唯一好物のいちごに対しては並々ならぬ思いを語っており、かつて弁当箱の底にいちごを敷き詰めて持ってきたというエピソードを披露している。本人曰くアイドルとしてではなく人として（いちごが）好きとのこと。
市川優月
演 - 市川優月（AMEFURASSHI）
関内デビルのアルバイト店員。デビルネームは「ダイナマイト市川」。通称は「ダイナマイト」で呼ばれることもある。血液型はA型。2023年5月15日から19日までの1週間をエビ中メンバーの代打として担当。
上田理子
演 - 上田理子（ばってん少女隊）
関内デビルのアルバイト店員。デビルネームは「ダリコ」。2023年10月23日から27日までの1週間を、ニュージーランド遠征中のエビ中メンバーの代打として担当。
春乃きいな
演 - 春乃きいな（ばってん少女隊）
関内デビルのアルバイト店員。デビルネームは「レモン女」。2025年3月31日から4月4日までの1週間を、SSA公演準備中のエビ中メンバーの代打として担当。

#### 過去の登場人物
柏木ひなた
演 - 柏木ひなた（私立恵比寿中学）
関内デビルのアルバイト店員。店内での通称（=デビルネーム）は「翔陽」。2020年3月30日放送週よりレギュラーとしてアルバイトシフトに入った。バイト希望理由は「関内デビルのロゴが好きだから」。血液型はB型。
出演ごとに一番髪型や髪の色が変わる人物で、見た目の印象が変わって見えるのか、大場から「痩せた？」と聞かれることが多く、その度に否定している。
朗読（=音読）が上手く、本人曰く音読だけは褒められたとのこと。事実、発声が良く抑揚の付け方も巧みなため、視聴者投稿の紹介の際に、名言の写真の内容を当人が読んだ時、その話し方の上手さに周囲から感嘆を受けた。
隔週金曜日2ブロックに登場していた南端まいなとは同じ高校であり、すれ違って挨拶する程度の間柄だったとのこと（柏木が1年先輩）。
番組で制作・発売されたジグソーパズルによる、豪華商品(ダイソン社製の高級ドライヤー)をかけた出演者でのタイムトライアルにおいて1位になっている。ただし、これまで数週にわたって、加村が暫定1位であったことを引っ張っていたので、土壇場での逆転劇に加村が号泣してしまい、話題も持っていかれる上に自身も素直に喜べないという、何とも微妙な結果となってしまった。
なお、2020年3月30日時点でのエビ中メンバー（真山・安本・星名・柏木・小林・中山）の中で柏木だけがレギュラー以前に同番組にゲスト出演したことがなかった。
2022年12月16日付で私立恵比寿中学を卒業。12月5日に退職届をマスターに提出し、受理された。12月9日が最後のアルバイト出勤となった。
2025年2月21日放送回にゲストとして出演し、約2年2ヶ月ぶりに番組に登場。関内エビルのコーナーではマヤマヤマの魂と入れ替わる形で約2年4ヶ月ぶりにエ・ビルに憑依した。

加村真美
演 - 加村真美
店の常連客。通称はまみちゃん→カムちゃん→カム→ネェさん。客だが店のアルバイトとして、カウンター内にいることも多いという設定。アルバイト時は男性陣の黒いエプロンとは異なり赤いエプロンを、セカンドシーズンからは緑色のチェック柄のエプロンを着用。体は細いが、食は太く「食いっぷりがいい」と大場に褒め称えられる。血液型はO型。
感情の変化が激しく、飽きっぽい性格の持ち主。自由に生きることをモットーとしているので、時間に束縛されることを好まず、腕時計はしない。また男性陣に比べて冷静沈着であるため、ツッコミ役となることも多い。出演を重ねるごとに姐御肌の要素が強くなっており、特にセカンドシーズンからは「ネェさん」の通称で通っている。
学生時代は”元ヤン”であったことを大場より（ネタとして）弄られており、”岩手の鬼姫”という異名を付けられた。
絵がうまい（と大場は絵を描くことを勧めるが、かなり独特な画風である）。
2018年10月26日に放送400回を迎え、番組開始以来の皆勤賞を達成。同年10月29日から11月2日までの期間は「1週間、別の店に行く」との設定で出演せず皆勤記録は途絶えている。
隔週金曜2ブロック目で行われる”南端まいなの目指せ!47都道府県 Live&Curry”のコーナーにおいては、地理的な分野が相当不得手なのか、正答率がかなり低い（なお、南端が披露する県名のヒントにおいては、かなりの高確率で見抜くのだが、それが正解に結びつかない）。当初は口頭で一斉に正解を言う方式だったが、あまりにも露骨な後追いや誤魔化しでその場を凌ごうとするため、途中からフリップに正答を記載する方式に変更されるほどである。漢字に弱く、番組内で、何卒（なにそつ）、ご祝儀（ごしゅくぎ）と誤読する事件を起こした。
2023年3月24日をもって卒業した。
「大関内デビル」での寸劇「鉄パイプのマミ」によると、恩師である麺カタ小鉄とうりふたつだった大場の正体を探るために常連となり、結果別人と判明。麺カタ小鉄は岩手にいることが分かったため、そして多くの人々を救うために関内デビルを卒業したという。

星名美怜
演 - 星名美怜（私立恵比寿中学）
関内デビルのアルバイト店員。デビルネームは「ホッシ〜ナ」。2020年5月11日放送週よりレギュラーとして出演。2020年5月11日放送週はソーシャルディスタンス収録と称し、ビデオ会議システムによるリモート出演となった。喫茶店（スタジオ）参加は同年6月15日週より。血液型はB型。
レギュラー以前にも2019年9月9日週は代打バイトとして、DISH//メンバーに代わり1週間出演しており、デビルネームもその際に決まっている。相当緊張していたのか、喋るごとに言葉を噛みまくったため、”噛み様”と弄られた。2019年12月2日週にも中山とともにウィークリーゲストとして出演している。
学校の勉強は比較的できた方らしく、コーナー等フリップに回答するような時の正答率は高めではあるが、リアクションがいちいちバカっぽい反応で返すため、大場より”ポンコツ系女子”（または”ポンコツクイーン”）と弄られている。
基本的に何事においても万事適当な性格の持ち主である。よくわからないところでテンションが上がり易く、勝手にしゃべって勝手に盛り上がれるので、感情のままで動く加村とは気が合うらしく、プライベートでも一緒に行動することがあるとのこと。
インスタグラムの更新も、真山に匹敵して高く”インスタの女王”とも呼ばれるようになった。番組公式Twitterでは”映えの女神”と称されたこともある。 流行りものに目ざとく、新しいものにはすぐに手を出す所謂”ミーハー”な人物。辛い物が好物で、取り分け蒙古タンメン中本は自身のインスタグラムに上げるなど、相当のお気に入りとのこと。 このように、見た目に反し筋金入りの天然キャラのため、キャッチコピーの多い弄られがちな人物であるが、それでも番組スタッフやメイクからの評判が高いことから、大場にかなり嫉妬されていた。
2024年11月25日付で星名本人が私立恵比寿中学との契約が終了したため、同年9月16日週が最後のアルバイト出勤となった。2025年に入り番組出演者一覧から削除された。なお、オープニングムービーでの星名のアニメ調の立ち絵並びに出演者としてのクレジットは2024年度として最後の放送となる2025年3月28日放送回まで存続していた。
小林歌穂
演 - 小林歌穂（私立恵比寿中学）
関内デビルのアルバイト店員。デビルネームは「できたてギョウザパン」。略称で「DGP」とも呼ばれる。2020年5月4日放送週よりレギュラーとして出演。2020年5月4日放送週はソーシャルディスタンス収録と称し、電話で音声出演となった。喫茶店（スタジオ）参加は同年7月24日週より。血液型はA型。
2020年8月20日週には夏休み休暇の大場に代わり加村と共に1週間代理MCを務めた。その功績を讃え、元の「ギョウザパン」から「できたてギョウザパン」にデビルネームが変更された。なお、大場の付けたデビルネームの中では、一番ファンの間で浸透している。
イラストを描くのが趣味でかつ得意で、2020年には自身の作品を中心とした個展を開催したことから、「文化人」と呼ばれることもある。
（人見知りのメンバーの多い中）唯一人見知りのない性格の持ち主のため、初見のゲストと打ち解けることが比較的多い。
年末特番より、九州豚骨ラーメン研究会のロケに参戦した際、食べ方が（所作も含めて）きれいだと評価されている。
番組中によく両手でピースやサムズアップをするのが癖である。他にも両手でデビルポーズをすることも多い。
温和で隙の多い人物であるため（中山にはお湯のような人と評されている）、収録中では大場にことごとく突っ込みを受けることが多い。そのため番組中に爪痕を残すことも多い人物でもある。
レギュラー以前に2018年1月24日放送回に1デイゲストとして出演している。
2024年7月29日放送回において、小林の髪が金髪になったのを受けて2024年7月29日週、9月2日週のデビルネームが「金のできたてギョウザパン」に変更された。また2024年10月7日放送において金髪にウェーブがかかっていることから10月7日週のデビルネームが「金のウェイビーなできたてギョウザパン」に変更された。
2025年6月20日放送回が最後の出演となった。翌週2025年6月25日に、桜井えまが預かってきた「次のステップへ進む届」（辞表届）が披露され、マスターに渡された。

### 第1シーズン（終了時）
北村匠海
演 - 北村匠海（DISH//）
関内デビルのアルバイト店員。通称は「たくみ」。小林龍二の友人として2017年10月23日放送分にてアルバイト面接を受け、10月30日放送週よりレギュラーとしてアルバイトシフトに入った。バイト希望理由は「楽しそうだから」。血液型はB型。
レギュラー初回週はハロウィンウィークのため、頭に包丁を2本差していた。
俳優業が多忙なため登場回数が他のDISH//メンバーと比べて少なく、「はぐれメタル」扱いをされるなどそのことをしばしばネタにされる。
なお、レギュラー終了後もDISH//の他のメンバーはゲスト出演したことはあるが、北村だけ仕事の都合で出演していなかったため、当然の如く大場よりネタにされていた。
矢部昌暉
演 - 矢部昌暉（DISH//）
関内デビルのアルバイト店員。通称は「まさき」、「パンティスター」。龍二の友人として2017年10月24日放送分にてアルバイト面接を受け、11月13日放送週よりレギュラーとしてアルバイトシフトに入った。バイト希望理由は「マスターの面白さにひかれ」とのこと。血液型はB型。
1万のギャグを持つと自称しており、「マスターのボケを回収する」ことを目標に掲げている。
上記の一発ギャグのほかにも、心理テストやマジックなどの小ネタをよく持ち込んでは披露している。
橘柊生
演 - 橘柊生（DISH//）
関内デビルのアルバイト店員。通称は「トーイ」。龍二の友人として2017年10月25日放送分にてアルバイト面接を受け、11月6日放送週よりレギュラーとしてアルバイトシフトに入った。血液型はA型。
DISH//メンバーの中で最も料理が上手く、特に納豆を使用した「納豆チャーハン」や「納豆チンジャオロース」はマスターと加村の舌をうならせた。
泉大智
演 - 泉大智（DISH//）
関内デビルのアルバイト店員。龍二の友人として2017年10月26日放送分にてアルバイト面接を受け、11月20日放送週よりレギュラーとしてアルバイトシフトに入った。通称は「だいち」。血液型はAB型。
上辺だけの言動が多々あることから「うわべまゆげ」という不名誉なあだ名をつけられたり、ゲストアーティストに斜め上からの質問を投げかけて出演者からツッコまれたりするなど、関内デビルのいじられキャラとして地位を確立している。
レギュラー終了後の2020年4月4日（0:00 - 0:15）から2021年3月26日まで『関内デビルの泉』のストーリーテラーを務めた。

#### その他の登場人物
西嶋菜々子
演 - 西嶋菜々子（ナナランド）
関内デビルのアルバイト店員。デビルネームは「ニシジマ」。血液型はA型。
男子店員が全員休みとなった2020年3月9日から13日までの1週間限定で担当。SHOWROOMで行われた「関内デビル・アルバイト店員役募集オーディション」を勝ち抜き出演。
特技にトランペットの演奏があり、担当した週の1ブロック目の最初に演奏を披露した。
無類の鳥好きであり、そのことについて語った時にはかなりの熱の入れようだったのか周囲が引くほどである。
その後何度かお客としてゲスト出演を果たしている。なお、2020年8月24日週の出演時において、この時のシフトは柏木だったため、柏木の大ファンであった当人は終始歓喜していた。

#### 過去の登場人物
小林龍二
演 - 小林龍二（DISH//）
関内デビルのアルバイト店員。三日月スマイルの笑顔が特徴。女性はこれでキュン死といわれている。大場いわく美脚。趣味はひとりジグソーパズル。血液型はA型。2017年10月最終週にバイト希望の友人4人を順次紹介し、以降ローテーションシフトとなる。2018年3月、小林龍二本人のDISH//脱退に伴い、番組サイトの出演者紹介から削除された。

## 主なコーナー

### 現在の主なコーナー
歌声喫茶デビル／BFF（ベスト・フレンド・フォーエバー）
マスターの自作の曲を聞くコーナーとして始動。2021年3月に「BFF（ベスト・フレンド・フォーエバー）」と改名し（アルバイトの私立恵比寿中学のラジオ番組、私立恵比寿中学 放送部に似た名前のコーナーがあるため）、カバーを中心に様々な楽曲を披露するコーナーに生まれ変わった。改名後はマスターの演奏に合わせてエビ中メンバーが歌唱するケースが増え、楽曲によっては加村がギターで参加することもあった。2021年9月からはマスター自作の歌は新コーナー「TO THE SKY」に引き継がれる形となった。現コーナー名は加村が学生時代にプリクラに書いていた言葉が由来。
九州豚骨ラーメン研究会
略称「九豚研」。マスターが全国の様々な九州豚骨ラーメンを食べ、その感想を写真と共に報告するコーナー。2020年12月31日のスペシャルでは特別編として小林とマスターがラーメン屋を訪れるロケが放送された。健康診断でマスターが「このままだとまずい」結果となったため、2022年2月8日放送分より毎週から毎月1回のコーナーへと変更となる。またこの宣言よりスープを残しても「完食扱い」とし、「勇気あるお残し」と題している。
生物創造（想像）
マスターからマスター自身若しくは視聴者より投稿されたある生物の名前のみを出題し、その容姿を回答（描写）する。基本的には加村と当日のアルバイトが回答者となるが、前述の通り真山がシフトの場合は真山が出題者・マスターと加村が回答者となる他、視聴者からの出題の場合は3人全員が回答者となる場合もある。
乾麺ラボ
マスターが全国から取り寄せた乾麺を食し、感想を報告するコーナー。初期はマスターが感想を述べ、加村と当日のアルバイトにその乾麺を配っていたが、途中からスタジオでの実食も行うようになった。
カレンちゃんとシンゲンくん
毎週水曜日放送。シンガーソングライターのツチヤカレンと戦国武将の魂が憑依した兜「シンゲンくん」によるゆるゆるトークコーナー。マスター曰く「あの番組に似てる」。2022年3月まで毎月第1・第3金曜日放送、その後2024年3月まで毎週月曜日放送。
TO THE SKY
マスターの自作の曲や、視聴者から送られた題材を元に制作した曲をマスターが披露するコーナー。コーナー名は「BFF」同様、加村の学生時代のプリクラが由来。
教えて！基板のキコちゃん～あなたの知らないネットクリエイターの世界
毎週月曜日放送。基板のキコちゃんがボカロPや作品を紹介していくコーナー。2024年3月まで毎週火曜日放送。
放課後ICEx
毎週木曜日放送。スターダストプロモーション所属の男性ダンスボーカルユニットICEx（アイス）が出演。ICExがスマホの自撮りで放課後スポットを探しにいくコーナー。
関内ザビエル
毎週金曜日放送。エ・ビルちゃんの元彼ザ・ビエルくんが旬のMVを紹介するコーナー。ザ・ビエルCVは「VOICEVOX：ずんだもん」が務める。
関内エビル
毎週金曜日放送。これまで毎週金曜日の『関内デビル』放送直後に放送されていた『関内エビル』が終了し、2024年4月5日より『関内デビル』内の一コーナーとなった。『関内エビル』番組時代のオープニングに流されていた私立恵比寿中学「仮契約のシンデレラ (Less Vocal)」のイントロBGMに乗せての冒頭ナレーションは廃止された。『関内エビル』番組時代はセットの一角に物置と椅子のみの配置で放送されていたが、『関内デビル』の一コーナーになってからはセット全体が使われ、ゲストがカウンター席に座り、エ・ビルが食器棚に置かれた椅子に座るようになった。『関内エビル』番組時代同様、基本的にはエ・ビルとゲストしか出演しない。
俺たちBLACK EGGs！
「密かに来つつある」、「まだ世に出ていない」そんな”黒く光る原石たち”を紹介していくコーナー。

### 過去の主なコーナー
LIGHT UP COFFEE
おいしいコーヒーの淹れ方のレクチャーを受けるコーナー。
酒と泪と女と髭
大場英治が「女将旅」田村女将と関内を語るコーナー。撮影場所は実際の店舗「愛嬌酒場えにし吉田町店」。
従レクボウリング!!
第2、第4火曜日放送。従業員レクリエーションとして開催していたボウリング大会の模様を放送。アーティストとの対決形式となることが多いが、対戦相手は一般からの応募も受け付けていた。
青リンゴ商会
2017年10月から2018年2月まで毎週木曜日に放送された、喫茶店に出入りしている清掃業者の青リンゴ商会（演：若井滉斗、藤澤涼架（Mrs. GREEN APPLE））と行うトークのコーナー。
鉄腕アトムを作ろう!
講談社「週刊 鉄腕アトムを作ろう!」の創刊と制作局における本番組の放送開始が同じ週であり同誌を本番組で紹介したことをきっかけに、同誌を毎号購入して鉄腕アトムを組み立てていくコーナー。全70号、2018年9月に発売予定の最終刊をそろえるまで2年間かかる予定であった。
魁!!J☆Dee’Z
隔週金曜日放送。2017年4月に来店した3人組ダンスボーカルグループ（演：J☆Dee’Z）の日常（おもにバックステージ模様）を追いかけるドキュメンタリー。コーナー名に関しては「うっかり忘れていた」との理由から5月末に決定された。
それいけ!カムパンマン
カムが今会いたい美少女を喫茶店に招き、対面するコーナー。トークは店外にあるベンチで行う。2017年11月7日スタート。第1回は同郷の秋本小麦。加村の提案により開始され、プロデュースしたオリジナルパンも期間限定で発売された。
塩地美澄式成り上がり
塩地美澄が歌手デビューを目指し様々なことにチャレンジする。
lolのラプソディー
毎週水曜日放送。lol（エルオーエル）が扮する幼馴染の5人が大場マスターと様々なトークを繰り広げる。
神奈川からの手紙〜ラブレター・フロム・神奈川〜
毎月第1・第3木曜日放送。大場マスターとシンガーソングライターRihwaが神奈川の各地を回り、その町の曲を披露する。
1チェーン8万!?むむむのむ!
毎月第2・第4木曜日放送。新しい学校のリーダーズが扮する製作技術会社が神奈川の各地の何かをリポートし、関内デビルに売り込む。
2018年に放送されていた当コーナーが、2025年7月4日に一夜限りの復活として放送された。
アラツー応援バラエティ!エルオーYELL
毎週月曜日放送。lolのメンバーが10代 - 20代の視聴者の相談メールに答える。
アラツー応援バラエティ!エルオーYELL Season 2
毎週月曜日放送。lolメンバーに加えて、DJ KOOと大場英治が視聴者の相談に答える。
ましのみのはじめてのおつかい
毎月第1・第3木曜日放送。神奈川県内のどこかへ連行されたましのみが、大場英治、加村真美、矢部昌暉にリクエストされたものを買いながら関内を目指す。
みきなつみの極め隊
毎月第2・第4木曜日放送。みきなつみが毎回様々なことにチャレンジする。
Ranのスープすっとく?
毎月第1・第3木曜日放送。スープ好きのRanが毎回オリジナルスープを作りに挑戦する。大場英治、加村真美、その週のアルバイトシフトが彼女のスープを評価し、貯まった点数に応じて賞品と交換することができる。
関内デビル 学力テスト
不定期に開催。大場英治、加村真美、その週のアルバイトシフトが学力テスト（一般常識、漢字等）に挑戦する。私立恵比寿中学がバイトになってからも引き継がれていて、柏木・中山・真山が挑戦済み。新型コロナウイルスの影響で番組がソーシャルディスタンス収録に移行してからは開催されていない。
マリコの逆襲!
かねてから語彙力の無さをイジられてきたマリコ（中山）が、自身が購入した語彙力アップの本から問題をマスターと加村に出題し、逆襲するコーナー。早い段階でマスターに本を奪われ、逆に回答する側になった結果、珍回答を連発することになった。「クイズ3人でPON!」の元となったコーナー。
Ranの「あなたの思い出、歌にします」
毎月第1・第3木曜日放送。Ranが関内デビルMC陣の思い出を歌にして披露する。
クイズ3人でPON!
マスター、加村と当日のアルバイトシフトが回答者となり、スタッフ若しくは視聴者より出題されたクイズに回答する。問題は3人で1つの回答を作り上げる形となっていて、3文字の単語や文章の一部など様々なパターンが存在する。途中からは1日通して全問正解すると、事前に指定した景品（コンビニのポテトチップス全種類等）が贈呈されるというルールが導入された。
ピタッと10
毎週金曜日放送。マスター、加村と当日のアルバイトシフトが手持ちホワイトボードに0から10の数字を書き、その合計がピッタリと10になるまで帰れないという「クイズ3人でPON!」から派生したコーナー。一発で10が出ればコンビニで1万円分の買い物をする権利が与えられる。
ONEPIXCELの1ピクセルでもバイトがしたい
毎月第2・第4木曜日放送。ONEPIXCELが関内デビルアルバイトの面接を受けにくるというもの。
群青の世界 tvkを踏み台に…
毎月第1・第3金曜日放送。5人組アイドルグループ「群青の世界」が関内デビルを使って、キー局の様々な番組のシミュレーションを行う実験企画。
RIRIKOのここだけの話だけど…。 -TRIBUTE SONGS to EBICHU-
2021年6月の毎週火曜日に放送された（全4回）。RIRIKOが私立恵比寿中学の楽曲を弾き語りでカバーするコーナー。
南端まいなの目指せ!47都道府県 Live & Curry
毎月第2・第4金曜日放送。南端まいなが都道府県クイズを出題し、正解者はその都道府県のご当地カレーを食べることができる。2021年6月をもって全47都道府県を制覇。
南端まいなのLive & Curry! in the world
「南端まいなの目指せ!47都道府県 Live & Curry」の続編として2021年7月より毎月第2・第4金曜日放送。南端まいなが世界の国旗クイズを出題し、正解者はその国のご当地カレーを食べることができる。2021年6月に完結した「南端まいなの目指せ!47都道府県 Live&Curry」の続編。2021年8月13日放送の第3回をもって終了。
ニテヒナルモノ
その名の通り、「似て非なるもの」の違いについて語り合うコーナー。
手羽先センセーションの音りよセンセーション
毎週水曜日放送。手羽先センセーションのメンバーが神奈川県内各地に出向き“音”を収録し、マスター、加村と当日のアルバイトシフトが何をしているか回答する。2021年5月 - 2023年3月放送。
手羽先センセーションのわらしべセンセーション
毎月水曜日放送。手羽先センセーションが神奈川県のさまざまな場所で道ゆく人と物々交換（わらしべ長者）をしていく”わらしべ～”なコーナー。2023年4月 - 8月放送。
BMKのビッグモンスターを探せ!
5人組エンタメ集団「BMK」が毎回神奈川の地をまわり、地元の“ビッグモンスター”を探し出す!　2023年3月終了。
キャンプ好き集まれ!キャンプだホイ!
加村が本格的にキャンプにハマったことをきっかけに誕生したコーナー。キャンプに行った報告（視聴者お便り含む）や、キャンプロケなどを行う。
カブッちゃダメ!
「クイズ3人でPON!」の派生コーナー。マスター、加村と当日のアルバイトシフトが回答者となり、出されたお題に対して回答が誰とも重複しなければOK。
合わせていこうぜ!／合わせていこうYO!
「カブッちゃダメ!」の派生コーナー。同コーナーとは逆に、出されたお題に対して回答を全員一致させればOK。
「ヤングスキニーのVTRにしてしまえば、どんなことでも許されると思っていた」
毎週木曜日放送。ヤングスキニーのメンバーは一切何も知らされずにVTRにしてしまえば、どんなことでも許される企画に挑戦するコーナー。VTR視聴後、喫茶店の3人が許すか許さないかを判定し、許すPOINTをためていく。2024年3月28日終了。
手羽先センセーションのホント二センセーション！
毎週水曜日放送。手羽先センセーションが神奈川県のさまざまな場所で体当たりレポート。VTR中にモヤッとしたり、何で？ということが起こるので、VTRの続きを見たいときに手羽センポイントを拠出する、というコーナー。2023年9月 - 2024年9月放送。本コーナー終了をもって、2021年5月に開始された「手羽先センセーションの音りよセンセーション」より続いていた手羽先センセーションが出演するコーナーが終了となった。
仮免ライヤー
毎週木曜日放送。 さわぽん（中島来弥）扮する正義のヒーロー「仮免ライヤー」が神奈川を征服しようとする謎の悪の組織と戦う架空のドラマの予告編をミニドラマ形式で紹介するコーナー。
2023年12月31日23:30から翌2024年1月1日1:00に放送、生配信された『ゆくデビルくるデビル「関内デビル」年越し生放送＆生配信スペシャル』に初登場したさわぽん（中島来弥）演じる仮免ライヤーのレギュラーコーナーとなる。
『仮免ライヤー』というドラマの架空の次回予告を毎回放送する。なお『仮免ライヤー』のオープニングとエンディングは毎回固定されている。このコーナーで流れたVTRの内容が3日後の毎週日曜 6:55 - 7:00にテレビ神奈川（tvk）にてコーナー名と同名の『仮免ライヤー』というミニドラマ番組として放送される。
たかねこクエスト
毎週水曜日放送。高嶺のなでしこがさらなる高嶺を目指し世の中にある様々なことに挑戦・体験しレベルアップしていく様子を見守るコーナー。
松本ハイキック
コーナー内のミニコーナー。ハイキックが得意な松本ももな（高嶺のなでしこ）が毎週ハイキックに挑戦。成功すると高さが上がっていき、どのくらいの高さまで届くのか見守るコーナー。

## ゲスト

### 教えて！基板のキコちゃん～あなたの知らないネットクリエイターの世界
- 世界電力（4月1日）
- 駄菓子O型（4月22日）
- 阿修（4月29日）
- たくしP（5月6日）
- るる（5月20日）
- 檀上大空（5月27日）
- 芦田菜名子（7co）（6月3日）
- なかねかな（6月17日）
- lilbesh ramko、safmusic（6月24日）
- mekakushe（7月1日）
- 綺音-Ayane-（7月29日）
- ぼっちぼろまる（8月5日）
- ひる（8月19日）
- あられ（9月2日）
- モリスレイ（9月9日）
- Ponchi（9月23日）
- いるかアイス（9月30日）
- 4na（10月7日）
- 藤原ハガネ（11月11日）
- 雪乃イト（11月25日）
- さたぱんP（12月2日）
- 駱駝法師（12月9日）
- Rano（1月13日）
- 豆カカオ（1月27日）
- 芥田レンリ（2月24日）
- Shu（3月24日）

### 火曜日ゲスト
- 鈴木敏夫（スタジオジブリ）（4月2日）
- THIS IS JAPAN（4月9日）
- 豆柴の大群都内某所 a.k.a. MONSTERIDOL（アイカ・ザ・スパイ、ナオ・オブ・ナオ、レオナエンパイア、モモチ・ンゲール）（4月16日）
- Damian Hamada's Creatures（シエル伊舎堂、リリス一ノ瀬）（4月23日）
- 岡咲美保（4月30日）
- BANZAI JAPAN（藤崎ふみ、笹川ささ、九十九愛桜、悠凪ニノ、神坂優羽）（5月7日）
- MINA（5月14日）
- GANG PARADE（ユメノユア、ココ・パーティン・ココ、キャ・ノン、チャンベイビー）（5月21日）
- AYANE（5月28日）
- EYRIE（鈴木瑛子、Rina Kohmoto、山近拓音）（6月4日）
- THE JAZZ AVENGERS（芹田珠奈、竹田麻里絵、米澤美玖）（6月11日）
- ESTLINK☆（来栖あゆみ、天衣ゆな、星乃らら、夢乃るり）（6月18日）
- INUWASI（ライカ、はのんまゆ、カリヲリ、すずめ）（6月25日）
- アイオケ（三田萌日香、ゆゆ・THE・エクスカリバー）（7月2日）
- メタモル!!!（相笠萌、華嵜ふな、桜田澪、月苓のあ、色葉るの）（7月23日）
- PANBE（犬束祐帆、高根正樹、三村杏樹、宮本雪翔、横山拓海）（7月30日）
- NIKO NIKO TAN TAN（OCHAN、Anabebe）（8月6日）
- *ChocoLate Bomb!!（たっくん、ぱんめん、渚こうた、さっさー）（8月13日）
- 大和きり（8月20日）
- Code:ZERO（そうた、てんま、星渚、琥太郎）（8月27日）
- ノルニル（楠りん、八上るき、平瀬愛夏）（9月3日）
- るいまる（ビバラッシュ）（9月10日）
- アポロ、キング開（9月17日）
- ukka（芹澤もあ、結城りな、葵るり、宮沢友）（9月24日）
- Hiplin（10月1日）
- neOen（浜本侑衣、岬姫花、米田春佳）（10月8日）
- THE AGUL（祐亮、ケン）（10月15日）
- CINNAMON'S GOD（豊田和貴、黒崎ジョン）（10月22日）
- アルテミスの翼（ペルセウス・ツカサ、ユニコーン・リョーカ、トライアングル・オト、ドルフィン・カレン）（11月12日）
- RUSH300（YOCCHI、MASAKI、AOI、ANDY、YUSEI）（11月19日）
- SPECIAL OTHERS ACOUSTIC（宮原“TOYIN”良太、又吉“SEGUN”優也、柳下“DAYO”武史、芹澤“REMI”優真）（11月26日）
- AmAmp（須賀京介、矢沢もとはる、宮城紘大、JOHN）（12月3日）
- 4GENEXYZ（藤井空、かわ島崇文、友田ジュン、則竹裕之、須藤満）（12月10日）
- カンミンス（12月17日）
- アナタシア（まさと、りおん、ハネル、なおや）（12月24日）
- メとメ（小林加奈、みも琴未、くっく）（1月14日）
- ExWHYZ（yu-ki、maho、mayu、mikina）（1月21日）
- 鈴木実貴子ズ（1月28日）
- #KTCHAN（2月4日）
- デラックス×デラックス（2月11日）
- 群青の世界（小坂愛莉、辻夏鈴、福原ゆゆか、本多朝葉、藤吉優衣）（2月18日）
- Maica_n（2月25日）
- toitoitoi（3月4日）
- さとう。（3月11日）
- LINKL PLANET（天川れみ、尾本侑樹奈、高柳光花、宮﨑菜々）（3月18日）
- せーぶぽいんと（えつや、ふゆみ、あむ、ゆき）（3月25日）

### 金曜日ゲスト
- 吉澤嘉代子（4月5日）
- 高城れに（4月12日）
- 宮本佳林、稲場愛香、小関舞（4月19日）
- The Biscats（Misaki、Kenji、Suke）（4月26日）
- パンダドラゴン（あづ、たいが、なぎ、なるき、ぱっち、ようた）（5月3日）
- 筋肉少女帯（大槻ケンヂ、内田雄一郎）（5月10日）
- 荒牧陽子、松浦航大（5月17日）
- BEYOOOOONDS（島倉りか、西田汐里）（5月24日）
- angela（atsuko、KATSU）（5月31日）
- リアクションザブッタ（佐々木直人、木田健太郎、大野宏二朗）、桃色ドロシー（ハキイ。、キシベ）（6月7日）
- Apes（坂井玲音、アラユ、村尾ケイト）（6月14日）
- 立川晴の輔、山口めろん（6月21日）
- 大原櫻子、Rihwa（6月28日）
- クジラ夜の街（山本薫、秦愛翔、宮崎一晴、佐伯隼也）（7月5日）
- MAYSON's PARTY（AYATOMO、SAKI、MIKI）（7月26日）
- CHiCO（8月2日）
- MeseMoa.（気まぐれプリンス、野崎弁当、ノックソ、とみたけ）（8月9日）
- TEAM SHACHI（秋本帆華、坂本遥奈、咲良菜緒、大黒柚姫）（8月16日）
- 海野光行（公益財団法人 日本財団 常務理事）（8月23日）
- TRUE（8月30日）
- 雫（ポルカドットスティングレイ）（9月6日）
- こっちのけんと（9月13日）
- 群青の世界（福原ゆゆか、本多朝葉、小坂愛莉、辻夏鈴、藤吉優衣）（9月20日）
- AXXX1S（遠藤幹也、多村栄佑、宮月優斗、諸星圭一）（9月27日）
- HUNNY BEE（リコ、米倉れいあ、藤ゆりな）（10月4日）
- フィロソフィーのダンス（佐藤まりあ、日向ハル）（10月11日）
- インナージャーニー（本多秀、カモシタサラ、とものしん）（10月18日）
- NANIMONO（柊真ミフユ、眠岸ぷりん、輪廻ねる、紫苑りんか）（10月25日）
- 吉田山田（吉田結威、山田義孝）（11月15日）
- 真っ白なキャンバス（三浦菜々子、橋本美桜、麦田ひかる）（11月22日）
- 加村真美（11月29日）
- 竹内朱莉（12月6日）
- 高嶺のなでしこ（日向端ひな、松本ももな、東山恵里沙、籾山ひめり）（12月13日）
- 太陽と踊れ月夜に唄え（蒼生茉由、花咲花桜、榎宮あんり、三葉海緒）（12月20日）
- 和田雅成（12月27日）
- UN1CON（JOA、AKARI、KOKORO、NARAE、MANAMI）（1月17日）
- GILTY × GILTY（蒼井叶、白雪姫乃、白空こあい、恋星はるか）、Ill（蒼井叶、白雪姫乃、紫ノ色）（1月24日）
- 高中正義（1月31日）
- BEYOOOOONDS（高瀬くるみ、前田こころ）（2月7日）
- ダイアモンド✡ユカイ（2月14日）
- 柏木ひなた（2月21日）
- ワンダーウィード天、花いろは（2月28日）
- ICEx（中村旺太郎、八神遼介）（3月7日）
- バンドじゃないもん！MAXX NAKAYOSHI（恋汐りんご、望月みゆ、大桃子サンライズ）（3月14日）
- BMSG TRAINEE（RUI、TAIKI、KANON）（3月21日）
- 日向坂46（富田鈴花、髙橋未来虹）（3月28日）

### 俺たちBLACK EGGs！
- 若杉果歩（5月1日）
- 菜柚（BLUESPRING）（5月29日）
- daisansei（安宅伸明、フジカケウミ）（6月26日）
- BESPER（7月31日）
- DAYBAG（8月29日）
- アポンタイム（三輪卓也、のん）（9月26日）
- 安宅伸明（daisansei）（10月23日）
- リリィさよなら。（11月27日）
- HOTALOOP（愛瀬あおい、熊野りり、熊野みみ、橘華るい）（12月26日）
- 石原克（1月30日）
- 仮屋ナオト（2月26日）
- YOUR ADVISORY BOARD（小毬あのん、七篠ふゆむ、amiちゃん、椎夢かぢ）（3月27日）

### その他のゲスト
- 和田琢磨（7月3日）
- 富樫麗加、倉持莉々、深見りん（7月4日）
- Kaho、Hagamii（7月24日）
- ハードロックカフェ横浜（7月25日）
- #KTちゃん（8月1日）
- 真仲哲也、沙珠。（8月8日）
- 中村守里、島村龍乃介（8月29日）
- 上地克明（横須賀市長）（10月16日）
- SEX MACHINEGUNS（10月24日）
- きいやま商店（リョーサ、マスト、だいちゃん）（12月11日）
- LokuRok（川崎槙吾、中島来弥）（12月12日）
- 岩本崇（アドビ株式会社）（12月18日）
- 秋谷りんこ（1月23日）
- 「猫のひたいほどワイド」水曜メンバー（山本匠馬、石渡真修、牧田習、岡村帆奈美）（1月29日）
- 楫屋一之（2月20日）

### ウィークリーゲスト（2024年3月以前）
- 遊助（4月10日 - 14日）
- DISH//（4月17日 - 21日）
- 上野優華（4月24日 - 28日）
- Q'ulle（キュール）（5月1日 - 5日）
- 新しい学校のリーダーズ（5月8日 - 12日）
- H ZETTRIO（5月15日 - 19日）
- Crystal Kay（5月22日 - 26日）
- 吉田山田（5月29日 - 6月2日）
- 染谷俊之、山崎樹範（6月5日 - 9日）
- RED RICE（湘南乃風）（6月12日 - 16日）
- JET SET BOYS（椎名慶治、高橋まこと）（6月19日 - 23日）
- まねきケチャ（6月26日 - 30日）
- 朝倉さや（7月3日 - 7日）
- HOWL BE QUIET（竹縄航太、黒木健志）（7月10日 - 14日）
- BAND-MAID（小鳩ミク、彩姫）（7月17日 - 21日）
- 家入レオ（7月24日 - 28日）
- GIRLFRIEND（7月31日 - 8月4日）
- コレサワ（8月7日 - 11日）
- FUKI（8月14日 - 18日）
- しなまゆ（8月21日 - 25日）
- 足立佳奈（8月28日 - 9月1日）
- Over The Top（9月4日 - 8日）
- 「猫のひたいほどワイド」MC（八神蓮、小林且弥、三上真史、藤田玲）（9月11日 - 15日）
- あゆみくりかまき（9月18日 - 22日）
- 魔法少女になり隊（9月25日 - 29日）
- 寺田恵子（SHOW-YA）（10月2日 - 6日）
- DISH//（10月23日 - 27日）
- ファンキー加藤（10月30日 - 11月3日）
- 鶴（11月6日 - 10日）
- SHE IS SUMMER（11月13日 - 17日）
- 森重樹一（ZIGGY）（11月20日 - 24日）
- 加山雄三（11月27日 - 12月1日）
- vistlip（12月4日 - 8日）
- RAMMELLS（12月11日 - 15日）
- 安田レイ（1月8日 - 12日）
- seven oops（1月15日 - 19日）
- 藍坊主（1月29日 - 2月2日）
- noovy（2月5日 - 9日）
- Negicco（2月12日 - 16日）
- 家入レオ（2月19日 - 23日）
- 足立佳奈（2月26日 - 3月2日）
- J☆Dee'Z（3月5日 - 9日）
- iri（3月12日 - 16日）
- 新しい学校のリーダーズ（3月19日 - 23日）

- NEIGHBORS COMPLAIN（4月2日 - 6日）
- Gacharic Spin（4月9日 - 13日）
- まねきケチャ（4月16日 - 20日）
- サンプラザ中野くん（4月23日 - 27日）
- ЯeaL（4月30日 - 5月4日）
- sora tob sakana（5月7日 - 11日）
- SPECIAL OTHERS ACOUSTIC（5月14日 - 18日）
- Mary's Blood（5月21日 - 25日）
- 遊助（5月28日 - 6月1日）
- コアラモード.（6月4日 - 8日）
- SURFACE（6月11日 - 15日）
- 吉澤嘉代子（6月18日 - 22日）
- 鈴木奈々（6月25日 - 30日）
- 風男塾（瀬斗光黄、仮屋世来音、紅竜真咲）（7月2日 - 6日）
- DISH//（7月9日 - 13日）
- J☆Dee'Z（7月16日 - 20日）
- DJみそしるとMCごはん（7月23日 - 27日）
- 小柳ゆき（7月30日 - 8月3日）
- 藤巻亮太（8月6日 - 10日）
- THE 夏の魔物（8月13日 - 17日）
- SHE IS SUMMER（8月20日 - 24日）
- noovy（8月27日 - 31日）
- ましのみ（9月3日 - 7日）
- Pimm's（9月10日 - 14日）
- コレサワ（9月17日 - 21日）
- Rihwa（9月24日 - 28日）
- lol（10月1日 - 5日）
- アルスマグナ（10月8日 - 12日）
- H ZETTRIO（10月15日 - 19日）
- 足立佳奈（10月22日 - 26日）
- 吉田山田（10月29日 - 11月2日）
- 生駒里奈、矢部昌暉（DISH//）（11月5日 - 9日）
- J☆Dee'Z（11月12日 - 16日）
- M!LK（11月19日 - 23日）
- 祭nine.（11月26日 - 30日）
- COLOR CREATION（12月3日 - 7日）
- ロザリーナ（12月10日 - 14日）
- BiS1st（12月17日 - 21日）
- OKAMOTO'S（1月7日 - 11日）
- 秦基博（1月14日 - 18日）
- 上野優華（1月21日 - 25日）
- BAND-MAID（1月28日 - 2月1日）
- 風男塾（2月4日 - 8日）
- たこやきレインボー（2月11日 - 15日）
- ましのみ（2月18日 - 22日）
- 新しい学校のリーダーズ（3月4日 - 8日）
- 中澤佑二（3月18日 - 22日）
- 中島卓偉（3月25日 - 29日）

- 電波少女（4月1日 - 5日）
- Super Break Dawn（4月8日 - 12日）
- 橋爪もも（4月15日 - 19日）
- MADKID（4月22日 - 26日）
- ときめき♡宣伝部（4月29日 - 5月3日）
- Salley（5月6日 - 10日）
- 城南海（5月13日 - 17日）
- 関取花（5月20日 - 24日）
- 人間椅子（5月27日 - 31日）
- ドレスコーズ（6月3日 - 7日）
- TiA（6月10日 - 14日）
- 森本ケンタ（6月17日 - 21日）
- HANDSIGN（6月24日 - 28日）
- キン・シオタニ（7月1日 - 5日）
- 小林幸子、中川翔子（7月8日 - 12日）
- 虹のコンキスタドール（清水理子、鶴見萌、中村朱里、的場華鈴）（7月15日 - 19日）
- SURFACE（7月22日 - 26日）
- 木村カエラ（7月29日 - 8月2日）
- ネクライトーキー（8月5日 - 9日）
- ポップしなないで（8月12日 - 16日）
- 大城美友（8月19日 - 23日）
- 風光ル梟（8月26日 - 30日）
- X-BORDER（9月2日 - 6日）
- 真心ブラザーズ（9月9日 - 13日）
- 海宝直人（9月16日 - 20日）
- coppe（9月23日 - 27日）
- 魔法少女になり隊（10月7日 - 11日）
- SEAMO（10月14日 - 18日）
- EMPiRE（10月21日 - 25日）
- 生駒里奈、矢部昌暉（DISH//）（10月28日 - 11月1日）
- つるうちはな（11月4日 - 8日）
- 吉田山田（11月11日 - 15日）
- =LOVE（11月18日 - 22日）
- BiS（11月25日 - 29日）
- 私立恵比寿中学（星名美怜、中山莉子）（12月2日 - 6日）
- 寺岡呼人（12月9日 - 13日）
- DISH//（12月16日 - 20日）
- BAND-MAID（1月6日 - 10日）
- HEROINES（1月13日 - 17日）
- 雨のパレード（1月20日 - 24日）
- コレサワ（1月27日 - 31日）
- Rihwa（2月3日 - 7日）
- FABLED NUMBER（Eita、宗光）（2月10日 - 14日）
- Ange☆Reve（2月17日 - 21日）
- ONEPIXCEL（2月24日 - 28日）
- 横浜銀蝿40th（3月2日 - 6日）
- 間々田優（3月9日 - 13日）
- ましのみ（3月16日 - 20日）
- 豆柴の大群（3月23日 - 26日）
- DEPAPEPE（3月30日 - 4月3日）

- M!LK（4月6日 - 10日）
- LITTLE（4月13日 - 17日）
- D.Y.T（5月11日 - 15日）
- Jewel（5月18日 - 22日）
- =LOVE（5月25日 - 29日）
- 安田レイ（6月1日 - 5日）
- 東京パフォーマンスドール（浜崎香帆、脇あかり）（6月8日 - 12日）
- スカイピース（6月15日 - 19日）
- まなつ（いたやボーイ、アリー）（6月22日 - 26日）
- Quarter Century（6月29日 - 7月3日）
- 杏沙子（7月6日 - 10日）
- B.O.L.T（内藤るな、高井千帆）（7月13日 - 17日）
- 春ねむり（7月20日 - 24日）
- Ran（7月27日 - 31日）
- コアラモード.（8月3日 - 7日）
- BiS（トギー、イトー・ムセンシティ部）（8月10日 - 14日）
- アンジュルム（佐々木莉佳子、笠原桃奈）（8月17日 - 21日）
- ナナランド（峰島こまき、西嶋菜々子）（8月24日 - 28日）
- 猫ピアノ（猫ひろし、中村ピアノ）（8月31日 - 9月4日）
- brainchild's（菊地英昭、神田雄一朗）（9月7日 - 11日）
- 森口博子（9月14日 - 18日）
- 西片梨帆（9月21日 - 25日）
- 竹内アンナ（9月28日 - 10月2日）
- 安斉かれん（10月5日 - 9日）
- The Biscats（Misaki、Kenji）（10月12日 - 16日）
- 真心ブラザーズ（10月19日 - 23日）
- 綺星★フィオレナード（橘すず、白瀬乃愛）（10月26日 - 30日）
- ベリーグッドマン（Rover、MOCA）（11月2日 - 6日）
- C SQUARED（Tomoya、ユースケ・イスタンブール）（11月9日 - 13日）
- ポップしなないで（11月16日 - 20日）
- クレイ勇輝（クレイユーキーズ）（11月23日 - 27日）
- RAMMELLS（黒田秋子、真田徹、村山努）（11月30日 - 12月4日）
- Jewel（12月7日 - 11日）
- アルテミスの翼（アテナ・シオリ、ヘルメス・ミズキ、カナコ・ケンタウロス）（1月4日 - 8日）
- 幹葉（スピラ・スピカ）（1月11日 - 15日）
- 雨のパレード（福永浩平、山﨑康介）（1月18日 - 22日）
- Ran（1月25日 - 29日）
- 伊津創汰（2月1日 - 5日）
- DEEN（2月8日 - 12日）
- 令和三姉妹（間々田優、中村ピアノ、美良政次）（2月15日 - 19日）
- DISH//（矢部昌暉、橘柊生、泉大智）（2月22日 - 26日）
- lol（3月1日 - 5日）
- H ZETTRIO（3月8日 - 12日）
- 新しい学校のリーダーズ（3月15日 - 19日）
- 上野優華（3月22日 - 26日）
- SHARE LOCK HOMES（3月29日 - 4月2日）

- 横浜銀蝿40th（4月12日 - 16日）
- AOAZA（4月19日 - 23日）
- 手羽先センセーション（4月26日 - 30日）
- Ran（5月3日 - 7日）
- Tani Yuuki（5月10日 - 14日）
- BOOOST（5月17日 - 21日）
- BiS（5月24日 - 28日）
- 美川憲一（5月31日 - 6月4日）
- Gacharic Spin（6月7日 - 11日）
- あゆみくりかまき（6月14日 - 18日）
- 私立恵比寿中学（桜木心菜、小久保柚乃、風見和香）（6月21日 - 25日）
- AXXX1S（宮月優斗、岡田勇輝、一ノ瀬瑞希、星野瑛聖、田中普大郎）（6月28日 - 7月2日）
- 宮澤佐江（7月5日 - 9日）
- 井上銘（7月12日 - 16日）
- Gothic×Luck（7月19日 - 23日）
- オーイシマサヨシ、えなこ（7月26日 - 30日）
- ばってん少女隊（8月2日 - 6日）
- 平松愛理（8月9日 - 13日）
- color-code（8月16日 - 20日）
- 横浜銀蝿40th（8月23日 - 27日）
- SKE48（林美澪、大場美奈、熊崎晴香、日高優月）（8月30日 - 9月3日）
- 南端まいな（9月6日 - 10日）
- 降幡愛（9月13日 - 17日）
- 寺田恵子（SHOW-YA）（9月20日 - 24日）
- 川崎鷹也（9月27日 - 10月1日）
- FUNKY MONKEY BΛBY'S（10月4日 - 8日）
- 安本彩花（私立恵比寿中学）（10月11日 - 15日）
- 安斉かれん（10月18日 - 22日）
- Furui Riho（10月25日 - 29日）
- アメフラっシ（11月1日 - 5日）
- 宇崎竜童（11月8日 - 12日）
- ゆるミュージックほぼオールスターズ（トミタ栞、五十嵐LINDA渉）（11月15日 - 19日）
- DISH//（矢部昌暉、橘柊生、泉大智）（11月22日 - 26日）
- 吉田山田（12月13日 - 17日）
- ほのかりん（12月20日 - 24日）
- 新しい学校のリーダーズ（1月17日 - 21日）
- ポップしなないで（1月24日 - 28日）
- COLOR'z（1月31日 - 2月4日）
- TEAM SHACHI（秋本帆華、大黒柚姫）（2月7日 - 11日）
- BEYOOOOONDS（島倉りか、岡村美波）（2月14日 - 18日）
- BiS（2月21日 - 25日）
- GANG PARADE（ユメノユア、ココ・パーティン・ココ、月ノウサギ、キラ・メイ、チャンベイビー）（2月28日 - 3月4日）
- DEAR KISS（3月7日 - 11日）
- 私立恵比寿中学（中山莉子、風見和香）（3月14日 - 18日）
- BMK（3月21日 - 25日）

- Appare!（橋本あみ、藤宮めい、七瀬れあ、藍井すず）（4月4日 - 8日）
- 上野優華（4月11日 - 15日）
- サイプレス上野（4月18日 - 22日）
- Juice=Juice（井上玲音、段原瑠々、工藤由愛、入江里咲）（4月25日 - 29日）
- 植松哲平、Saku（5月2日 - 6日）
- TEAM SHACHI（5月9日 - 13日）
- AMEFURASSHI（5月16日 - 20日）
- YORISOERU（永井穂花、大石菜月、田村優芽）（5月23日 - 27日）
- 荒井麻珠（5月30日 - 6月3日）
- SPECIAL OTHERS（6月6日 - 10日）
- PassCode（6月13日 - 17日）
- R.B.ブッコロー（「有隣堂しか知らない世界」MC）（6月20日 - 24日）
- Rihwa（6月27日 - 7月1日）
- つばきファクトリー（谷本安美、浅倉樹々、福田真琳）（7月4日 - 8日）
- Megu（Negicco）（7月11日 - 15日）
- MACK JACK（8月1日 - 5日）
- アルテミスの翼（アテナ・シオリ、フェニックス・リサ、オリオン・ハヅキ、カシオペア・キアラ）（8月8日 - 12日）
- 恵比寿マスカッツ（希島あいり、市川まさみ、石岡真衣、羽咲みはる）（8月15日 - 19日）
- D.Y.T（8月22日 - 26日）
- 安田レイ（8月29日 - 9月2日）
- 松崎しげる（9月5日 - 9日）
- DISH//（9月12日 - 16日）
- 松岡英明（9月19日 - 23日）
- BMK（9月26日 - 30日）
- ろーある（10月3日 - 7日）
- 降幡愛（10月10日 - 14日）
- 翔（THE CRAZY RIDER 横浜銀蝿 ROLLING SPECIAL）、吉田豪（10月17日 - 21日）
- 太陽とシスコムーン（信田美帆、稲葉貴子、小湊美和）（10月24日 - 28日）
- さくらしめじ（10月31日 - 11月4日）
- lol（11月7日 - 11日）
- ukka（11月14日 - 18日）
- 私立恵比寿中学（桜井えま、仲村悠菜）（11月21日 - 25日）
- B.O.L.T（11月28日 - 12月2日）
- 木村カエラ（12月5日 - 9日）
- 一青窈（12月12日 - 16日）
- AXXX1S（岡田勇輝、多村栄佑、宮月優斗、遠藤幹也、橋本夏椰斗）（12月19日 - 23日）
- Lonesome_Blue（1月16日 - 20日）
- でんぱ組.inc（空野青空、鹿目凛、小鳩りあ、高咲陽菜）（1月23日 - 27日）
- MAINAMIMD（1月30日 - 2月3日）
- ヤングスキニー（2月6日 - 10日）
- ももすももす（2月13日 - 17日）
- FUNKY MONKEY BΛBY'S（2月20日 - 24日）
- ASH DA HERO（2月27日 - 3月3日）
- THE SUPER FRUIT（田倉暉久、星野晴海、松本勇輝、鈴木志音、阿部隼大）（3月6日 - 10日）
- Shu（3月13日 - 17日）

- 上野優華（4月3日 - 7日）
- IVVY（HIROTO、YU-TA、MASAKI）（4月10日 - 14日）
- MeseMoa.（あおい、気まぐれプリンス、とみたけ、野崎弁当）（4月17日 - 21日）
- ひょろっと男子たち（森永彩斗、梅田修一朗、堂島颯人）（4月24日 - 28日）
- 私立恵比寿中学（真山りか、風見和香）（5月1日 - 5日）
- 手越祐也（5月8日 - 12日）
- AMEFURASSHI（愛来、鈴木萌花、小島はな）（5月15日 - 19日）
- 吉田山田（5月22日 - 26日）
- 桃色ドロシー（5月29日 - 6月2日）
- 堀川りょう（6月5日 - 9日）
- THE BACK HORN（山田将司、菅波栄純）（6月12日 - 16日）
- 鶴（秋野温、神田雄一朗、笠井"どん"快樹）（6月19日 - 23日）
- MAYSON's PARTY（AYATOMO、SAKI、MIKI）（6月26日 - 30日）
- ハジ→、HANDSIGN（TATSU、SHINGO）（7月3日 - 7日）
- LokuRok（中島来弥、川崎槙吾）（7月31日 - 8月4日）
- 海野光行（公益財団法人 日本財団 常務理事）（8月7日 - 11日）
- #KTちゃん（8月14日 - 18日）
- WENDY（Skye McKenzie、Sena、Paul、Johnny Vincent）（8月21日 - 25日）
- 群青の世界（一宮ゆい、工藤みか、村崎ゆうな、横田ふみか、町田ほのか）（8月28日 - 9月1日）
- 志磨遼平（ドレスコーズ）（9月4日 - 8日）
- osage（金廣洸輝、山口ケンタ、田中優希、ヒロクサマ）（9月11日 - 15日）
- AXXX1S（宮月優斗、多村栄佑、岡田勇輝、丸橋拓海、田中普大郎）（9月18日 - 22日）
- BMK（中原聡太、米谷恭輔、三隅一輝、松岡拳紀介、佐藤匠）（9月25日 - 29日）
- フィロソフィーのダンス（奥津マリリ、木葭のの、佐藤まりあ）（10月2日 - 6日）
- 植草克秀（10月9日 - 13日）
- Juice=Juice（植村あかり、松永里愛、入江里咲）（10月16日 - 20日）
- PIGGS（KINCHAN、SU-RING、BIBI）（10月23日 - 27日）
- 横浜銀蝿（翔、Johnny）（10月30日 - 11月3日）
- BiS（トギー、ヒューガー、シオンエピック）（11月6日 - 10日）
- ももすももす（11月13日 - 17日）
- SPECIAL OTHERS（芹澤"REMI"優真、又吉"SEGUN"優也、柳下"DAYO"武史、宮原"TOYIN"良太）（11月20日 - 24日）
- 白井貴子（11月27日 - 12月1日）
- ふたつの風（山本淳一、佐藤寛之）（12月4日 - 8日）
- 中澤佑二（12月11日 - 15日）
- ICEx（志賀李玖、中村旺太郎、阿久根温世、千田波空斗、筒井俊旭、山本龍人、竹野世梛、八神遼介）（12月18日 - 22日）
- リアクションザブッタ（佐々木直人、木田健太郎、大野宏二朗）（1月15日 - 19日）
- Tani Yuuki（1月22日 - 26日）
- lol-エルオーエル-（佐藤友祐、小見山直人、hibiki、honoka、moca）（1月29日 - 2月2日）
- 高嶺のなでしこ（松本ももな、日向端ひな、城月菜央、籾山ひめり）（2月5日 - 9日）
- SADoriginals.（狼我、巧海、陸、ゆうが、きゆう）（2月12日 - 16日）
- DJ To-i（2月19日 - 23日）
- ツチヤカレン（3月4日 - 8日）
- ファンキー加藤（3月11日 - 15日）
- ほのかりん（3月18日 - 22日）
- 相川七瀬（3月25日 - 29日）

### 1デイゲスト・2デイゲスト（2024年3月以前）
- J☆Dee'Z（4月14日）
- CHAI（7月4日 - 5日）
- SHE IS SUMMER（7月18日 - 19日）
- J☆Dee'Z（7月21日）
- SOLIDEMO（シュネル、佐々木和也、中山優貴）（7月26日）
- Leola（8月1日）
- アイドルネッサンス（南端まいな、宮本茉凜、野本ゆめか）（8月2日）
- 橋本裕太（8月9日）
- 井上実優（8月15日 - 16日）
- THE BEAT GARDEN（8月22日 - 23日）
- DEVIL NO ID（8月29日 - 30日）
- 北澤ゆうほ（the peggies）（9月5日 - 6日）
- 下川リヲ（挫・人間）（9月12日 - 13日）
- 三崎幸恵（tvkアナウンサー）（9月18日）
- 団長（NoGoD）（9月19日 - 20日）
- SA（TAISEI、NAOKI）（9月26日 - 27日）
- meg（9月28日）
- トミタ栞（9月29日）
- 電波少女（10月2日 - 3日）
- noovy（10月5日 - 6日）
- BIGMAMA（10月10日 - 11日）
- つりビット（10月24日 - 25日）
- かりゆし58（10月31日 - 11月1日）
- ヨーロッパ企画（上田誠、石田剛太、本多力）（11月7日 - 8日）
- 椎名慶治（11月9日 - 10日）
- 桐嶋ノドカ（11月14日 - 15日）
- 下村実生（フェアリーズ）（11月21日）
- FABLED NUMBER（11月22日）
- J☆Dee'Z（11月24日）
- 煌めき☆アンフォレント（11月27日）
- CODE-V（11月29日）
- 佐々木莉佳子（アンジュルム）（12月5日）
- 中孝介（12月6日）
- Lenny code fiction（12月13日）
- 吉川茉優（アップアップガールズ（2））（12月19日）
- ときめき♡宣伝部（12月20日）
- フィロソフィーのダンス（1月15日）
- 髙橋麻里（Dorothy Little Happy）（1月16日）
- 上野優華（1月17日）
- 小林歌穂（私立恵比寿中学）（1月24日）
- 吉崎綾（1月30日）
- マリアンヌ東雲（キノコホテル）（1月31日）
- テンテンコ（2月6日）
- WHY@DOLL（2月7日）
- 村上”ポンタ”秀一（2月12日）
- BAND-MAID（小鳩ミク、KANAMI）（2月14日）
- Pimm's（2月19日）
- 山地まり（2月20日）
- KUNI（2月21日）
- Mrs. GREEN APPLE（2月22日）
- 小山ひな（神宿）（3月6日）
- メトロノーム（3月7日）
- 妄想キャリブレーション（3月8日）
- みきなつみ（3月13日）
- 妄想キャリブレーション（3月15日）
- SA（TAISEI、NAOKI）（3月19日）
- 西村彩有里（はっぴっぴ）（3月20日）
- 妄想キャリブレーション（3月22日）
- 當山みれい（3月26日）
- Juice=Juice（宮崎由加、宮本佳林、梁川奈々美、段原瑠々）（3月28日）

- 高橋ピーチももか（Nゼロ）（4月3日）
- 井上実優（4月4日）
- brainchild's（菊地英昭、渡會将士）（4月11日）
- U（DROP DOLL）（4月12日）
- 滝口きらら（ゑんら）（4月17日）
- ロザリーナ（4月18日）
- I（DROP DOLL）（4月19日）
- CUBERS（4月25日）
- J（DROP DOLL）（4月26日）
- 奈良怜那（☆NonSugar）（5月1日）
- ときめき♡宣伝部（辻野かなみ、小泉遥香）（5月2日）
- 水原ゆき（5月3日）
- DROP DOLL（5月15日）
- HEESEY（5月16日）
- さとり少年団（5月24日）
- 蒼井はるな（KAMOがネギをしょってくるッ!!!）（5月29日）
- マアヤ（エルフロート）（6月5日）
- GANG PARADE（6月6日）
- 民謡ガールズ（6月13日）
- りおっち（アイくるガールズ）（6月19日）
- HIGH SPIRITS（6月20日）
- アップアップガールズ（仮）（6月25日）
- 竹下通りの女の子（6月27日）
- ALLI（7月4日）
- BiS1st（パン・ルナリーフィ、ネル・ネール）（7月9日）
- ALLI（7月11日）
- ヲルタナティヴ（7月16日）
- 白岡今日花（Task have Fun）（7月17日）
- 稲川淳二（7月18日）
- 天晴れ!原宿（7月25日）
- Meik（8月1日）
- 岩崎夢生（Tokyo Flamingo）（8月7日）
- 神使轟く、激情の如く。（8月8日）
- あっとせぶんてぃーん（8月15日）
- 安田レイ（8月20日）
- 小篠恵奈（8月21日）
- Lenny code fiction（8月22日）
- KAIKI（8月29日）
- HARUKA（Party Rockets GT）（9月4日）
- 内田珠鈴（9月5日）
- まめ子（九十九）（9月10日）
- ナナランド（9月12日）
- 髙萩千夏（アップアップガールズ（2））（9月18日）
- が〜まるちょば（9月19日）
- kukatachii（9月26日）
- Chu-Z（10月1日）
- 橘花怜（いぎなり東北産）（10月2日）
- NGT48（荻野由佳、加藤美南）（10月8日）
- 久保田光（10月16日）
- フィロソフィーのダンス（10月30日）
- 中井智彦（11月5日）
- 阿部朱梨（11月6日）
- みきなつみ（11月12日）
- 東京パフォーマンスドール（11月19日）
- すぅ（虹の架け橋）（11月20日）
- CUBERS（11月29日）
- Meik（12月3日）
- monogatari（柊宇咲、倉澤遥）（12月4日）
- 矢作穂香（12月11日）
- ちょねさゆ（12月12日）
- 西葉瑞希（きゅい〜ん'ズ）（12月18日）
- ONEPIXCEL（1月7日）
- 奥仲麻琴（1月15日）
- 青葉ひなり（FES☆TIVE）（1月29日）
- Candy Boy（奥谷知弘、川井雅弘、安孫子宏輔）（2月5日）
- NormCore（2月11日）
- 木下桜（2月12日）
- 六道寺恵梨（2月18日）
- 篠塚つぐみ（絶対直球女子!プレイボールズ）（2月26日）
- 杏沙子（3月4日）
- Every Little 塩っち（塩地美澄、青木康平）（3月19日）
- Rihwa（3月21日）
- 辰巳ゆうと（3月25日）

- TONEAYU（4月1日）
- 雛（cyberMINK）（4月8日）
- DEVIL NO ID（4月16日）
- Mii（5月21日）
- 渡會将士（5月28日）
- 吉成名高（5月30日）
- tvkアナウンサー（赤井祐紀、赤間有華、田中碧）（6月11日）
- エドガー・サリヴァン（6月13日）
- J☆Dee'Z（6月17日）
- 中村優一、松田凌（6月18日）
- BmF（6月25日）
- MELiSSA（6月27日）
- 私立恵比寿中学（真山りか、安本彩花）（7月2日）
- SOLIDEMO（佐脇慧一、手島章斗）（7月9日）
- 藍坊主（7月23日）
- next,tight（7月30日）
- 武藤千春、杉枝真結（8月6日）
- FUN RUMOR STORY（8月8日）
- 悲撃のヒロイン症候群（8月13日）
- DJ KOO（8月19日）
- 杏沙子（8月27日）
- おSET隊（9月10日）
- 操美穂子、MOMOKA（J☆Dee'Z）（9月17日）
- Rihwa（10月1日）
- みきなつみ（10月10日）
- 南端まいな（10月11日）
- 真っ白なキャンバス（10月15日）
- Ran（10月17日）
- 中井智彦（10月29日）
- Revogene（10月31日）
- m@e（11月5日）
- eill（11月12日）
- AlbaNox（11月19日）
- SCREEN mode（11月26日）
- はちみつロケット（11月27日）
- 飯塚健、関めぐみ（11月29日）
- Kamin（12月10日）
- EUPHORIA（1月7日）
- D.Y.T（1月14日）
- ぶらっくしーぷしんどろーむ。（1月28日）
- 茅原実里（2月4日）
- CY8ER（2月11日）
- 秋田汐梨（2月12日）
- BLACKNAZARENE（2月18日）
- Wakana（2月26日）
- HIGH SPIRITS（3月3日）
- 下川リヲ（挫・人間）（3月10日）
- AXXX1S（3月17日）
- 矢部昌暉（DISH//）（3月20日）
- 櫻井里花（3月25日）

- あゆみくりかまき（4月7日）
- SHE IS SUMMER（4月14日）
- コウ（4月17日）
- みきなつみ（5月4日）
- 鹿沼亜美（ONEPIXCEL）（5月5日）
- Ran（5月6日）
- 南端まいな（5月7日）
- 泉大智（DISH//）（5月8日）
- BenjaminJasmine（5月26日）
- chuLa（6月2日）
- ハニースパイスRe.（宮花もも、平野ほのか）（6月16日）
- ukka（水春、川瀬あやめ）（6月23日）
- KRD8（宮脇舞依、桃華りさ）（7月14日）
- キン・シオタニ（7月15日）
- cyberMINK（7月21日）
- みねこ美根（7月28日）
- PIGGS（プー・ルイ、SHELLME）（8月4日）
- XY GENE（8月11日）
- 群青の世界（一宮ゆい、横田ふみか）（8月18日）
- SW!CH（AsM（あさみ）、MyN（まゆな））（8月25日）
- Foi（9月1日）
- ヴィヴィアン・ケンジントン（9月8日）
- 超ときめき♡宣伝部（菅田愛貴、吉川ひより）（9月15日）
- 前田紘利TJ（9月22日）
- 実験室レム（優瑠、たくと）（9月29日）
- さとうみほの（アイラヴミー）（10月6日）
- 他愛もない（10月13日）
- アルテミスの翼（アテナ・シオリ、メドゥーサ・カコ）（10月20日）
- コバソロ、高澤紳悟（Donuts）（10月21日）
- 優里（10月27日）
- 宮川愛李（11月3日）
- 安宅伸明（daisansei）（11月10日）
- コバソロ（11月17日）
- yukaDD(;´∀｀)（11月24日）
- 眉村ちあき（12月1日）
- KAITO（BANQUET）、丸りおな、平野義孝（トヨタ自動車）（12月3日）
- 君に、胸キュン。（姫ノ愛花、まりも、あすてぃ、結城ゆう）（12月8日）
- 武子直輝（12月9日）
- さくら“シエル”伊舎堂（Damian Hamada‘s Creatures）（1月5日）
- コバソロ（1月6日）
- 並木桃子（ファンケル）（1月13日）
- CYNHN（月雲ねる、百瀬怜）（1月19日）
- BUZZ-ER.（SAKU、SHALF）（1月20日）
- SUPER★DRAGON（ジャン海渡、伊藤壮吾、田中洸希）（1月21日）
- BANZAI JAPAN（安原めい、春川愛美）（1月26日）
- hiro（Roomania）（2月2日）
- predia（湊あかね、あのん）（2月3日）
- alma（米山穂香、飯島桃子）（2月16日）
- 石田千穂（STU48）（2月17日）
- 大城美友（2月23日）
- ナミヒラアユコ（3月2日）
- ハシリコミーズ（3月3日）
- 遥海（3月9日）
- INUWASI（がるむ、すずめ）（3月16日）
- 粂悠平、粂浩平（3月19日）
- JABBA DA FOOTBALL CLUB（NOLOV、JUQI）（3月23日）
- 煌めき☆アンフォレント（双葉凛乃、白瀬乃愛、達家真姫宝）（3月29日）
- buGG（清水凛、青木あかね、鈴木媛子）（3月30日）

- O'CHAWANZ（4月13日）
- Bamboo（4月14日）
- 春夏秋冬（MASSE、KEIGO、SHOJI）（4月20日）
- まねきケチャ（宮内凛、松下玲緒菜、深瀬美桜）（4月21日）
- 小林美樹（4月22日）
- DOLL PARTS（4月27日）
- おーたけ@じぇーむず（一寸先闇バンド）（4月29日）
- FAITH（Akari Dritschler、ヤジマレイ、レイ スキャナー）（5月4日）
- DEAR KISS（四島早紀、ののこ、伊山摩穂）（5月6日）
- やついいちろう（5月11日）
- みねこ美根（5月18日）
- =conect（つきしまあやと、こじまゆうすけ、さくらぎりと）（5月25日）
- あべまえば（がつぽんず）（5月27日）
- RIRIKO（6月1日）
- nuance（6月10日）
- アルテミスの翼（ヘルメス・ミズキ、オリオン・ハヅキ）（6月17日）
- シャンプーズ（モミー、ざしきわらし）（6月24日）
- tvkお天気ナビゲーター（りぷ、小林千莉、南菜実）（7月6日）
- MILO（7月8日）
- こゑだ（7月13日）
- アルテミスの翼（スーパーゼウス・カレン、フェニックス・リサ）（7月15日）
- スターダム選手（ジュリア、朱里、舞華）（7月20日）
- WITHDOM（SMOOTH、Ryo）（7月22日）
- First Fl∞r（瀬戸葵、烏丸琢郎、早瀬千潤）（7月27日）
- 室田夏海（7月29日）
- Meik（7月30日）
- RONDONRATS。（MAMIKO、kj、MIZUTAK）（8月3日）
- アルテミスの翼（アテナ・シオリ、カナコ・ケンタウロス、ヴィーナス・アイリ）（8月5日）
- 天野花（8月10日）
- YUMEADO EUROPE（Yui、Yukari、Yukino）（8月12日）
- IRIE BOYS（Alan James Ishida、Riku、ShinyonP2）（8月17日）
- TSUKEMEN（8月19日）
- 挫・人間（下川リヲ、夏目創太）（8月24日）
- シャンプーズ（モミー、樹里）（8月26日）
- ゆま、桜花りな（8月31日）
- 助川勇太、たまごのさと、おおとろやま（9月2日）
- SHIN（9月7日）
- ばんばんざい（9月9日）
- 島谷ひとみ（9月16日）
- she9（なみだじゅり、AMI）（9月21日）
- 今井俊輔（9月23日）
- 島田つか沙（9月28日）
- 岩坂遼（9月30日）
- Absolute area（10月5日）
- 西寺郷太（NONA REEVES）（10月12日）
- ナナランド（峰島こまき、西嶋菜々子、瀬戸みなみ）（10月19日）
- BMK（松岡拳紀介、米谷恭輔、三隅一輝）（10月21日）
- DEEP SQUAD（DEEP KEISEI、宇原雄飛）（10月26日）
- OWl（10月28日）
- 白井空良（10月29日）
- ももすももす（11月2日）
- Junちゃん（三原JAPAN）（11月4日）
- 鈴木一徳（大仙市）、真山りか（あきた美の国ガールズ）（11月5日）
- Pimm's（小林智絵、川崎優菜、林茜実里）（11月9日）
- 「Bay School Boys」Teacher（GAKU、鈴木望、AOI、石田拳智（超無課金））（11月11日）
- パピーハイブリッド（ちゃま、ゆうと、黄瀬りょうた）（11月16日）
- ありもとねこ。（11月23日）
- スズキケント（11月25日）
- さくら“シエル”伊舎堂（Damian Hamada‘s Creatures）（11月26日）
- Ran（12月14日）
- G.U.M（TAKA、AOI、TAISEI）（12月16日）
- サンダルテレフォン（12月21日）
- 安宅伸明（daisansei）（12月23日）
- 横浜キヤノンイーグルス（山田聖也、安昌豪）（12月24日）
- Okubo Mitsuki（1月18日）
- 煌めき☆アンフォレント（達家真姫宝、桐下愛未、羽純凛）（1月20日）
- 松永悠生、SUB-rhyme（1月25日）
- Ryoko（1月27日）
- 内田眞由美（2月1日）
- 花耶（2月3日）
- カワイレナ（手羽先センセーション）（2月9日）
- 桃色ドロシー（2月17日）
- BANZAI JAPAN（藤崎ふみ、藤崎しおり、笹川ささ）（2月22日）
- matsudamiki（2月24日）
- ゆるミュージックほぼオールスターズ（トミタ栞、五十嵐LINDA渉、大福くん）（3月3日）
- HEESEY（3月8日）
- のうみきゅん（3月10日）
- 村上沙綾（JA神奈川県連広報局）（3月15日）
- みきなつみ（3月17日）
- AXXX1S（岡田勇輝、一ノ瀬瑞希、多村栄佑）（3月22日）
- HARMONY SKIT（アツシ、ナホコ）（3月24日）
- Ran（3月25日）

- 手羽先センセーション（佐山すずか、カワイレナ、茉城奈那）（4月6日）
- AGE（Jun、Masaya、Tomoki）（4月8日）
- メイビーME（新庄愛、谷あやか、西野みやび、藤原奈穂）（4月12日）
- 綺星★フィオレナード（橘すず、矢羽根かこ、猫宮りな）（4月15日）
- SPiCYSOL（4月19日）
- リアクション ザ ブッタ（4月22日）
- 下町ノ夏、シモムラナナ（4月26日）
- Rose One（4月29日）
- 照井七瀬、藤坂奈央（5月3日）
- 湯木慧（5月10日）
- 黒木渚（5月17日）
- ササキハヤト（The Floor）（5月27日）
- predia（沢口けいこ、まえだゆう）（6月3日）
- Lucky²（山口莉愛、深澤日彩）（6月7日）
- Heartbeat（6月24日）
- 石田千穂（STU48）（6月28日）
- Palette Parade（白川千尋、森月音羽、比嘉ゆめの）（7月5日）
- 並木桃子（ファンケル）（7月8日）
- メタモル!!!（7月12日）
- 安宅伸明（daisansei）（7月15日）
- Kawaguchi Yurina（8月2日）
- Lonesome_Blue（8月5日）
- 秘密結社ニルヴァージュ∀（アヤァ=オブ=ザワールド、サク=D=ハーヴィ）（8月9日）
- G.U.M（SEIICHI、AOI、KIYO）（8月16日）
- SAISON（岡田彩花、石田晴香、林あやの）（8月19日）
- THE SUPER FRUIT（小田惟真、堀内結流、松本勇輝）（8月23日）
- ずみを（8月26日）
- BUDDiiS（FUMINORI、KEVIN）（8月30日）
- ベアードアード（いりぽん、ないちくん、うと）（9月2日）
- B.O.L.T（9月6日）
- 宮下剛（JT 神奈川支社 支社長）（9月16日）
- YUMEADO EUROPE（Yui、Yukino、Rin）（9月20日）
- 星名美怜（私立恵比寿中学）、なだぎ武（9月27日）
- 輪廻（9月30日）
- 安宅伸明（daisansei）（10月7日）
- 鎌田菜月（SKE48）（10月14日）
- 能條愛未（10月18日）
- 元岡滋子（ファンケル）、発芽ちゃん（10月21日）
- 辰巳雄大（ふぉ〜ゆ〜）（10月25日）
- シトナユイ（10月28日）
- 寺坂ユミ（純情のアフィリア）（11月4日）
- BLACK IRIS（杉本琢弥、川﨑翔太、半田豪）（11月8日）
- 松本ももな（高嶺のなでしこ）（11月11日）
- kittone（11月15日）
- きばやし（11月18日）
- Ran（11月22日）
- escapes（11月25日）
- MACK JACK（11月29日）
- X-BORDER（日野誓、山本琉伊、二兎ルキア）（12月6日）
- Meik（12月13日）
- The Gentle Flower.（12月23日）
- サノケン（1月17日）
- 五十嵐良美（ファンケル）（1月20日）
- 手羽先センセーション（佐山すずか、カワイレナ、茉城奈那）（1月25日）
- matsudamiki（1月27日）
- 大林大輔（株式会社ダンダダン）（1月31日）
- 有華（2月3日）
- チョーキューメイ（2月10日）
- よっしー（2月14日）
- 小林柊矢（2月17日）
- BANZAI JAPAN（藤崎ふみ、藤崎しおり、安堂舞花）（2月21日）
- 輪廻（2月24日）
- 真っ白なキャンバス（麦田ひかる、橋本美桜、浜辺ゆりな）（2月28日）
- ユズキ、Swagcky（3月7日）
- 松岡弘晃（ファンケル）（3月10日）
- MONOLITH（向日渚、西原竜平、大岡泰三）（3月14日）
- 中島雄士（3月17日）

- 手羽先センセーション（4月5日）
- ヤングスキニー（4月6日）
- モリスレイ（4月11日）
- リアクションザブッタ（佐々木直人、木田健太郎、大野宏二朗）（4月14日）
- ハイノミ（4月18日）
- ナナランド（西嶋菜々子、峰島こまき、大場はるか、三好麗奈）（4月21日）
- Yamaji（4月25日）
- かりんちょ落書き（4月28日）
- Scapegoat（いぶき、はやて、りゅーが、りんたろう）（5月5日）
- パズルポケット株式会社（たきせあきひこ、ユカ）（5月12日）
- 日菜（5月26日）
- 南ノ南（5月30日）
- 原因は自分にある。（大倉空人、小泉光咲、吉澤要人）（6月2日）
- つきみぐー（6月6日）
- G.U.M（TAKA、TAISEI、KIYO）（6月9日）
- SEE（6月13日）
- ツチヤカレン（6月16日）
- はへー（6月20日）
- Ukata（6月23日）
- TakoyakiKZY（6月27日）
- 手羽先センセーション（茉城奈那、日南遥）（6月28日）
- SAD originals.（巧海、狼我、陸、ゆうが）（6月30日）
- しゃいと（7月4日）
- DATTE（エンドレス ツバサ、パンナ ユウ、ユユ タロー、ジェイ ジェイ）（7月7日）
- 皆川溺（8月1日）
- 秋本帆華（TEAM SHACHI）（8月4日）
- ゆきち、アオワイファイ（8月8日）
- BLACK IRIS（風道千、早野李勇、西玲人、浅川真樹）（8月11日）
- Sohbana（8月15日）
- 永井絵梨沙、あいのななほ（8月18日）
- LonePi（8月22日）
- とっこのんか（8月25日）
- 大和きり（9月1日）
- ふゅゅ××（9月5日）
- Wisteria（ミイ、龍星、コウメ、リョウ）（9月8日）
- CYNHN（綾瀬志希、青柳透）（9月15日）
- はへー（9月19日）
- uiuni（9月22日）
- なかねかな。（なかねかな、ゆでたまご安井）（9月26日）
- モリスレイ（10月3日）
- STU48（工藤理子、原田清花）（10月6日）
- 伊根（10月10日）
- 横濱シスターズ（MARINA、MAHO、MIWA、MIHO）（10月13日）
- Chego（kotone、haruka、maho）（10月17日）
- next,tight（RHYSK、POSSE D、yaaman）（10月20日）
- appy（10月24日）
- daisansei（安宅伸明、フジカケウミ、脇山翔）（10月27日）
- 電ｷ鯨（10月31日）
- ガチンコバンドクラブ（THOGO、風間寛治、つむごき）（11月3日）
- 雪乃イト（11月7日）
- 三阪咲（11月10日）
- かかこ（11月14日）
- Ayechka.、next,tight（RHYSK、POSSE D、yaaman）（11月17日）
- 赤塚壮太（11月24日）
- 原口沙輔（11月28日）
- クジラ夜の街（秦愛翔、山本薫、佐伯隼也、宮崎一晴）（12月1日）
- 世界電力（12月5日）
- Annnnnaの空、Runaar（12月8日）
- 可ラッカ（12月12日）
- 山田あさひ（12月22日）
- 黄ノ瀬はるき（ReLIT）、Panmen（*ChocoLate Bomb!!）、RYO（SHARE LOCK HOMES）（1月19日）
- マリースメック（矢﨑史也、クワエコウスケ、オオエヒデアキ）（1月26日）
- 雪乃イト（1月30日）
- 夢喰NEON（つばき、ゆら、さく、まさむね）（2月9日）
- つる（2月13日）
- りぷ（2月16日）
- Poston.（2月20日）
- ヒトリヨブランコ（ムラカミカエデ、傘原けえ、あんどうけいた、せつこ）（2月23日）
- 雪乃イト（2月27日）
- 957（Ko-ichiro、mio）（3月5日）
- 島田さくら（アディーレ法律事務所）（3月8日）
- WHITE BOX（ホワイト、テディ、Rio）（3月12日）
- 幹葉（スピラ・スピカ）（3月15日）
- 夕日桃（Gambit）（3月22日）
- DJ MASTERKEY、next,tight（yaaman、RHYSK）、JUN（クリフエッジ）（3月29日）

## 放送時間・ネット局
※2024年10月現在
| 放送対象地域 | 放送局                  | 放送曜日と時間                                                                                 | 開始日          |
| ------------ | ----------------------- | ---------------------------------------------------------------------------------------------- | --------------- |
| 神奈川県     | テレビ神奈川（tvk）     | 月 - 金曜 23:30 - 24:00 ↓ 月 - 金曜 23:00 - 23:30 ↓ 月 - 木曜 23:00 - 23:30 金曜 23:00 - 24:00 | 2017年4月3日 -  |
| 千葉県       | 千葉テレビ放送（CTC）   | 日曜 24:30 - 25:00                                                                             | 2017年4月10日 - |
| 三重県       | 三重テレビ放送（MTV）   | 水曜 24:20 - 24:50                                                                             | 2017年4月12日 - |
| 兵庫県       | サンテレビジョン（SUN） | 金曜 18:00 - 18:30                                                                             | 2017年4月21日 - |
| 群馬県       | 群馬テレビ (GTV)        | 日曜 21:00 - 21:30                                                                             | 2024年8月4日 -  |

tvk以外の放送局については、tvkで月曜日に放送されたものがネットされていたが、後に火曜日放送分に変更されている。千葉テレビ放送では、2021年10月 - 2022年3月はtvkと同じ月曜23:30 - 24:00であったが同時ネットではなく、tvkで前の週の月曜日に放送されたものがネットされていた。
なお秋田放送では2021年11月20日15時から単発でネットした。

### 過去のネット局
| 放送対象地域 | 放送局                | 放送曜日と時間     | 開始日                         |
| ------------ | --------------------- | ------------------ | ------------------------------ |
| 北海道       | 札幌テレビ放送（STV） | 火曜 25:59 - 26:29 | 2017年7月21日 - 2021年12月28日 |

## スタッフ

### 現在のスタッフ
※2022年10月現在
- 技術：岩渕成典
- スイッチャー：遠藤慎治
- 映像：太刀野彩
- 音声：佐藤優花
- 照明：fmt
- カメラ：氏家康二、長嶋秀文、市川正明
- 技術協力：日放、ウェイブワン
- 編集：高野智子
- MA：DreamSound
- 美術プロデューサー：尾崎充彰
- ビジュアルデザイン：島田つか沙
- 大道具：山來遥（SAMURAI）
- ヘアメイク：東京美髪芸術学院、山崎桂（加村真美担当）
- スタイリスト：柏木作夢（加村真美担当）
- 珈琲監修：LIGHT UP COFFEE
- 美術協力：Riyoo KIM
- 編成：遠藤幹彦
- 宣伝：諸留さくら
- 協力：スターダストプロモーション、TWIN PLANET
- 制作協力：tvkコミュニケーションズ
- AD：平島主雄
- ディレクター：稲富大介、ドリーム吉田（以前はAD）
- チーフディレクター：清丸一央（以前はディレクター）
- 制作プロデューサー：谷宗純（以前は制作協力→アシスタントプロデューサー）
- プロデュース：落合宏徳（以前は演出兼）
- 演出：菊谷宏樹
- 製作・著作：tvk（50th 感謝のカタチ）

### 過去のスタッフ
- 映像：佐藤康伸
- カメラ：藤井梨絵、落合諒恵、佐藤豊、渡辺浩、清水佳祐
- 音声：永井秀明、安部沙佑里、下之園元章
- 編集・MA：STUDIO NAO
- 大道具：佐藤大高（SAMURAI）
- ヘアメイク：中軍裕美子（加村真美担当）
- 宣伝：和田知恵、木村麻里恵
- 協力：SDR（スターダストレコーズ ※旧スターダスト音楽出版）
- AD：白石耕士
- ディレクター：北條成一、伊藤誠、高橋快典
- チーフディレクター：五十嵐正幸
- 総合指揮・企画構成：熊谷典和（以前はチーフプロデューサー→企画）

## 音楽

### オープニングテーマ
- 関内デビル（2017年4月 - 2018年3月） - ベイ・シティ・ローラーズ「サタデー・ナイト」の替え歌
- おいでよ、関内デビル（DISH//、2018年4月 - 2020年3月）[60]
- ツッパリ High School Rock'n Roll（バイト編）（私立恵比寿中学斗横浜銀蝿40th、2020年3月30日 - 2022年3月25日）[61]
- アクマデアクマ（マミン&マスタートニー、2022年4月4日 - 2023年3月24日）作詞：加村、作曲：大場による楽曲。歌唱も両者による変名。
- 「（デ・デ・デデ・デ・デ・デ・デデ・デ・デ・デデデ・デビルー）×2　関内デビルー」というジングルに合わせて出演者がヒゲダンスをするオープニング。（2023年4月3日 - 2024年3月29日）
- Work Out Night（雪乃イト feat. 夏色花梨、2024年4月1日 - 2025年3月28日）[62]
- 「（関・内・デ・ビ・ル・デ・ビ・ル・HEY!!）×2、あ・く・ま・で・悪・魔ー」というジングル。「（関・内・デ・ビ・ル・デ・ビ・ル・HEY!!）×2」の部分はベイ・シティ・ローラーズ「サタデー・ナイト」のイントロ調。（2025年3月31日 - ）

### エンディングテーマ
- DISH//「JK//」（2017年4月度）
- HOWL BE QUIET「ラブフェチ」（2017年5月度）
- 新しい学校のリーダーズ「ワカラナイ」（2017年6月度）
- SHE IS SUMMER「出会ってから付き合うまでのあの感じ」（2017年7月度）
- 足立佳奈「笑顔の作り方〜キムチ〜」（2017年8月度）
- あゆみくりかまき「絆ミックス」（2017年9月度）
- UNIONE「ロンディ」（2017年10月度）
- SHE IS SUMMER「WATER SLIDER」（2017年11月度）
- J☆Dee'Z「横浜ラブストーリー」（2017年12月度）
- noovy「bye bye darling（English ver.）」（2018年1月度）
- 足立佳奈「サクラエール」（2018年2月度）
- 新しい学校のリーダーズ「最終人類」（2018年3月度）

- DROP DOLL「Little deep love song」（2018年4月度）
- Яeal「未来コネクション」（2018年5月度）
- 吉澤嘉代子「ミューズ」（2018年6月度）
- 藤井フミヤ「ALIVE」（2018年7月度）
- SHE IS SUMMER「CALL ME IN YOUR SUMMER」（2018年8月度）
- noovy「僕たちの花火（feat.あさぎーにょ）」（2018年9月度）
- 足立佳奈「あの日にもどれるなら…」（2018年10月度）
- 東京パフォーマンスドール「Hey,Girls!」（2018年11月度）
- ロザリーナ「Stereo」（2018年12月度）
- BAND-MAID「hide-and-seek」（2019年1月度）
- NormCore「ずっとかわらない場所」（2019年2月度）
- 電波少女「ローリングストーン」（2019年3月度）

- 橋爪もも「バレリーナ」（2019年4月度）
- Salley「セカイ」（2019年5月度）
- TiA「Miracle」（2019年6月度）
- 藍坊主「アンドロメダ」（2019年7月度）
- 大城美友「ラムネ」（2019年8月度）
- 風光ル梟「淋しい熱帯魚」（2019年9月度）
- 南端まいな「セツナイノチ」（2019年10月度）
- BiS「テレフォン」（2019年11月度）
- コレサワ「センチメンタルに刺された」（2019年12月度）
- HEROINES「ユビキリ」（2020年1月度）
- Ange☆Reve「泣かないよ」（2020年2月度）
- ましのみ「7」（2020年3月度）

- コウ「JUMP」（2020年4月度）
- =LOVE「CAMEO」（2020年5月度）
- Quarter Century「ヒーロー」（2020年6月度）
- 杏沙子「クレンジング」（2020年7月度）
- ナナランド「サウスポー」（2020年8月度）
- 猫ピアノ（猫ひろし×中村ピアノ）「ネコネコニャーゴ〜猫ひろし第1体操〜」（2020年9月度）
- The Biscats「Hot and Cool（feat. TeddyLoid）」（2020年10月度）
- 群青の世界「アイ・ワナ・ビー」（2020年11月度）
- スピラ・スピカ「サヨナラナミダ」（2020年12月度）
- Ran「行方」（2021年1月度）
- 令和三姉妹「みんなの旅☆みんなの歌」（2021年2月度）
- ナミヒラアユコ「Prism」（2021年3月度）

- SHARE LOCK HOMES「おかえり桜」（2021年4月度）
- DEAR KISS「ダンスはキスのように、キスはダンスのように」（2021年5月度）
- Gacharic Spin「MindSet」（2021年6月度）
- Gothic×Luck「ミチシルベ」（2021年7月度）
- 手羽先センセーション「刹那ストリングス」（2021年8月度）
- 降幡愛「ハネムーン」（2021年9月度）
- 横浜銀蠅40th「Pappaparira Partyだ!」（2021年10月度）
- Meik「Alien」（2021年11月度）
- ポップしなないで「支離滅裂に愛し愛されようなじゃないか」（2021年12月度）
- Ran「ありがとうデビル」（2022年1月度）
- COLOR'z「GANGSTER LOVE」（2022年2月度）
- Appare!「フレ!フレ!ヒーロー!」（2022年3月度）

- HEESEY「ROCK'N ROLL SURVIVOR」（2022年4月度）
- 花冷え。「LOVE♡乱舞」（2022年5月度）
- 鶴「愛のステップ」（2022年6月度）
- Lonesome_Blue「Welcome To Heavenly Secret Base」（2022年7月度）
- 恵比寿マスカッツ「NO VICTORY WITHOUT DREAM」（2022年8月度）
- WENDY「When you played me」（2022年9月度）
- 降幡愛「愛は心の仕事です」（2022年10月度）
- Kai「ユニコーンガール」（2022年11月度）
- B.O.L.T「Accent」（2022年12月度）
- MAINAMIND「MIND STONE」（2023年1月度）
- ASH DA HERO「自分革命」（2023年2月度）
- IVVY「MONS7ER」（2023年3月度）

- ハイノミ「ダーティダディ」（2023年4月度）
- LokuRok「Shiny」（2023年5月度）
- MAYSON's PARTY「TRY and TRY」（2023年6月度）
- LokuRok「ナツコイSummer」（2023年7月度）
- sekai「bluh bluh」（2023年8月度）
- ふゅゅxx「ロストマジックロスト」（2023年9月度）
- BMK「NANAKORO!」（2023年10月度）
- T.C.R.横浜銀蝿R.S.「Yokohama IKEOJI Rock’n Roll Band」（2023年11月度）
- クジラ夜の街「Memory」（2023年12月度）
- エルスウェア紀行「イマジン」（2024年1月度）
- 高嶺のなでしこ「美しく生きろ」（2024年2月度）
- 私立恵比寿中学「TWINKLE WINK」（2024年3月度）

- 世界電力「アンサーアントーカー」（2024年4月度）
- パンダドラゴン「じゃぱかわんだほ～」（2024年5月度）
- Apes「Mustang」（2024年6月度）
- MAYSON's PARTY「SUNSHINE」（2024年7月度）
- 衛星とカラテア「マーマレード」（2024年8月度）
- アポロ「今、僕は僕のことを好きでいられるんだ」（2024年9月度）
- インナージャーニー「トーチソング」（2024年10月度）
- ツチヤカレン「ガールズトーク」（2024年11月度）
- メとメ「好想你」（2024年12月度）
- ガガピエロ「ナイモノネダリ」（2025年1月度）
- 群青の世界「ここから」（2025年2月度）
- Melty BeaR「Diary」（2025年3月度）

- Maica_n「サクラヒトヒラ」（2025年4月度）
- HANDSIGN「あげさげ」（2025年5月度）
- 板歯目「親切」（2025年6月度）
- 手がクリームパン「消えないで（feat.上野⼤樹）」（2025年7月度）
- 世ノ果テデ人形ハ唯哂フ。「guilty egoism」（2025年8月度）

## イベント

### デビルのファン感
2018年6月から12月まで毎月、観覧無料の公開イベントを開催。出演者中が月替わりでオリジナルユニットを組み、ミニライブや収録の裏話を行う。2019年にファン感最終イベントとして、2019年1月13日、神奈川県民ホール大ホールにて無料イベントを開催する。
- 「デビルのファン感〜『け』への道〜」2018年6月29日、神奈川・ハーバーズ・ダイニング（tvk1階）
- 「デビルのファン感〜『けん』への道〜」2018年7月27日、神奈川・ハーバーズ・ダイニング（tvk1階）[64]
- 「デビルのファン感〜『けんみ』への道〜」2018年8月31日、神奈川・ハーバーズ・ダイニング（tvk1階）[65]
- 「デビルのファン感〜『けんみん』への道〜」2018年9月30日、神奈川・小田原ダイナシティ[66]
- 「デビルのファン感〜『けんみんほ』への道〜」2018年10月26日、神奈川・ハーバーズ・ダイニング（tvk1階）
- 「デビルのファン感〜『けんみんほー』への道〜」2018年12月1日、さがみ湖リゾート プレジャーフォレスト 野外イベントステージ
- 「デビルのファン感〜県民ホールの向こう側〜」2019年1月13日、神奈川県民ホール[67]
  - 番組3年目のお祭りとして実際に県民ホールの「向こう側」にある山下ふ頭でイベントを開催。告知一報は「県民ホールの向こう側」イベント内で行われた。

### その他イベント
- 「関内デビルフェスティヴォー」2019年5月26日、山下ふ頭特設ステージ[68]
- 2020年3月21日、神奈川県民ホール 大ホールにて「さよなら、大好きな人。おいでよ、関内デビル」と題したイベントも予定されたが、新型コロナウイルス感染拡大に関する政府対策本部による要請をふまえ、開催中止となった[69]。
- tvk開局50周年プレイベント「大関内デビル」2022年3月13日、神奈川・神奈川県民ホール 大ホール[70] - 出演：私立恵比寿中学、加村真美、大場英治 オープニングアクト&コント出演：手羽先センセーション[71]
- tvk開局50周年イベント「大関内デビル」2023年3月21日、神奈川・神奈川県民ホール 大ホール - 出演：私立恵比寿中学、加村真美、大場英治、BMK、ツチヤカレン（オープニングアクト）
- 「大関内デビル」2024年3月31日、神奈川・神奈川県民ホール 大ホール[72] - 出演：私立恵比寿中学、LokuRok（中島来弥 川崎槙吾）、大場英治、加村真美（シークレットゲスト）[73]、雪乃イト（シークレットゲスト）。
- 「関内デビルフェスティヴォ～」2025年2月23日、神奈川・神奈川県民ホール 大ホール - 出演：私立恵比寿中学、LokuRok（中島来弥 川崎槙吾）、大場英治、高嶺のなでしこ、ツチヤカレン[74][75]。

## 関連番組

### 関内デビル リターンズ
2020年4月20日から5月1日までの『関内デビル』本放送休止の間、テレビ神奈川（tvk）にて放送されていた音楽情報番組。過去に放送された『関内デビル』の再放送版。

### 関内デビルの泉
2020年4月4日から2021年3月26日まで毎週土曜（金曜深夜） 0:00 - 0:15にテレビ神奈川（tvk）にて放送されていた音楽情報番組。
泉大智がストーリーテラーとなり、ミュージックビデオやゲストを招き紹介する『関内デビル』のスピンオフ番組である。セットは『関内デビル』のものを流用しているが、セットの一角にある壁・観音窓とテーブル席のみのコンパクトな配置となっている。
エンディングテーマには『おいでよ、関内デビル』が関内デビル本編から引き継いで使用された。
『MUTOMA』→『吉井さん』内で放送されていたコーナー、「中島卓偉のお城へ行こう!せーの、キャッスル!キャッスル!」が毎月最終週に放送された。なお、現地取材には菊谷宏樹Dが同行している。

### 関内エビル
2021年4月2日から2024年3月29日までテレビ神奈川（tvk）にて放送されていた音楽情報番組。全154回。
2021年4月2日から2023年4月1日までは毎週土曜（金曜深夜） 0:00 - 0:15に、2023年4月7日から2024年3月29日までは毎週金曜23:30 - 23:45に放送されていた。
2024年4月5日からは『関内デビル』の毎週金曜日の一コーナーとして「関内エビル」のコーナーが放送されている。

#### 概要
『関内デビル』の舞台である喫茶店に置かれたファッションドール「夢みるイヴォンヌ」（放送では「エ・ビル」）に性格の違う女の子が週替わりで憑依するという設定。オープニングの冒頭ナレーション及びエ・ビルの声をエビ中メンバーが担当する。
オープニングは私立恵比寿中学「仮契約のシンデレラ (Less Vocal)」のイントロに乗せて「喫茶関内デビルの奥にひっそりと置かれた一体の人形。実はあの女の子たちの魂が乗り移ると言われている摩訶不思議な人形。そして、その姿を目にし、引き込まれた者は夜な夜な人形との会話に没頭するのである。それが関内エビル。」という冒頭ナレーションで始まる。
エビ中メンバーの転入・卒業に合わせてオープニングの冒頭ナレーションの一部について、「喫茶関内デビル店内に…」、「実は6人の女の子の魂が乗り移ると言われるいわくつきの人形。」（6人時代）→「喫茶関内デビル店内に…」、「実は9人の女の子の魂が乗り移ると言われるいわくつきの人形。」（9人時代）→「喫茶関内デビルの奥に…」、「実はあの女の子たちの魂が乗り移ると言われている摩訶不思議な人形。」（10人時代）と変更された。
タイトルコール後の本編に入った際に「-第（放送回の数字）夜-（サブタイトル）」が毎回表示される。
エ・ビルがストーリーテラーとなり、ゲストを招いたトーク、ミュージックビデオの紹介、ときおりエ・ビルがロケに出るといった内容の『関内デビル』のスピンオフ番組である。セットは引き続き『関内デビル』のものを流用しており、『関内デビルの泉』と同じセットの一角に物置と椅子のみの配置となっている。
関内デビルの泉とは異なり、関内デビル本編と同様に月別のエンディングテーマが放送される。
『関内デビルの泉』から引き続き「中島卓偉のお城へ行こう!せーの、キャッスル!キャッスル!」が毎月最終週に放送されていたが、2022年3月26日放送回をもって終了した。

#### エンディングテーマ
- Roomania「ミケネコ」（2021年4月度）
- DOLL PARTS「ア.イ.ノ.カ.タ.チ」（2021年5月度）
- RIRIKO「生徒A」（2021年6月度）
- vivid undress「オリジナルカラー」（2021年7月度）
- シトナユイ「morning moon」（2021年8月度）
- 他愛もない「心源」（2021年9月度）
- Mary's Blood「Starlight」（2021年10月度）
- ありもとねこ。「吉川美南ちゃん。」（2021年11月度）
- dreamBoat「夢限大セイリング」（2021年12月度）
- 群青の世界「However long」（2022年1月度）
- 嘘吐Grimms。「僕が死ねば」（2022年2月度）
- DEAR KISS「ハッピー」（2022年3月度）

- miu「本当は」（2022年4月度）
- アオイ「カケラ」（2022年5月度）
- いちぜん!「未来理想計画」（2022年6月度）
- JINGU「逆走フードデリバリー」（2022年7月度）
- B.O.L.T「BY MY SIDE」（2022年8月度）
- miu「宵の海」（2022年9月度）
- S.O.H.B「オレンジ」（2022年10月度）
- 純情のアフィリア「LIMITLESS」（2022年11月度）
- 手羽先センセーション「証 feat.Ayasa」（2022年12月度）
- matsudamiki「wo ai ni」（2023年1月度）
- チョーキューメイ「故のLOVE」（2023年2月度）
- Linolino「Secret Time」（2023年3月度）

- きみにYORISOERU「ひとひらのキセキ」（2023年4月度）
- 堀川りょう「BELOVED BLUE」（2023年5月度）
- ＃PEXACOA「てっぺんイグニッション」（2023年6月度）
- iN:Code「もう好きじゃないから」（2023年7月度）
- miu「Catch me」（2023年8月度）
- アルテミスの翼「恋ショ!!!!!!」（2023年9月度）
- DOGLA MAGNA Fanfare「PEACEKEEPER」（2023年10月度）
- BiS「LAZY DANCE」（2023年11月度）
- ガチンコバンドクラブ 「これが俺たちのROCKだ！」（2023年12月度）
- アンと私「クソラスト」（2024年1月度）
- SAD originals.「night dancer」（2024年2月度）
- 挫・人間「俺だけがZU・BU・NU・RE……」（2024年3月度）

### 仮免ライヤー
2024年4月7日から12月29日まで毎週日曜午前6時55分から午前7時00分にテレビ神奈川（tvk）にて放送されていたミニドラマ番組である。

#### 概要
「関内デビル」発のミニドラマ。 さわぽん（中島来弥）扮する正義のヒーロー「仮免ライヤー」が神奈川を征服しようとする謎の悪の組織と戦う架空のドラマの予告編をミニドラマ形式で放送するミニ番組。オープニングとエンディングは毎回固定されている。  
特撮ヒーロー物の放送は日曜朝に放送されているというお約束に則って毎週日曜朝に『仮免ライヤー』が放送されていた。  
オープニング（毎回固定）→CM→次回予告（毎回変更）→エンディング（毎回固定）の構成で放送される。放送内容は3日前の木曜日の『関内デビル』の「仮免ライヤー」のコーナーで流れたVTRと同じである。VTRの素材のみの放送なので『関内デビル』「仮免ライヤー」コーナーでVTRを見ながら出演者が発してる感想などの声はカットされている。また、エンディングには『関内デビル』「仮免ライヤー」コーナーのVTRにはなかったスタッフロールのテロップが追加されている。 

#### 出演
LokuRok（中島来弥、川崎槙吾）、私立恵比寿中学（真山りか、安本彩花、星名美怜、小林歌穂、中山莉子、桜木心菜、小久保柚乃、風見和香、桜井えま、仲村悠菜）、大場英治（菊谷宏樹）　他 

#### 曲
- 主題歌（オープニングテーマ）：「仮免ライヤーのテーマ」（作詞・作曲・歌 菊谷宏樹）
- エンディングテーマ：「ライヤー音頭」（作詞・作曲・歌 菊谷宏樹、振付 川崎槙吾）

#### スタッフ
※ 2024年4月7日時点
- 脚本：西垣匡基、三宅もめん、若林紬
- 音楽：菊谷宏樹
- 撮影：吉田健
- VFX：稲富大介
- MA：Dream Sound
- 美術：尾崎充彰、高津まさき、萩谷佳代子
- 衣装：ROOMS PR&COORDINATE
- 主題歌：仮免ライヤーのテーマ 作詞・作曲・歌 菊谷宏樹
- エンディングテーマ：ライヤー音頭 作詞・作曲・歌 菊谷宏樹、振付 川崎槙吾
- 助監督：深町聖
- 仮仮免ライヤー：平島主雄
- 応援助手：清丸一央
- 企画・プロデュース：落合宏徳
- 監督：杉内裕介
- 協力：関内デビル
- 制作著作：tvkテレビ神奈川

## 用語
- 馬謖 - 収録したものの本放送で放映されずカットされること。「泣いて馬謖を斬る」の成語に由来。
- 何卒（なにそつ） - 加村真美が読み間違えたのが由来。